# 京浜急行バス久里浜営業所

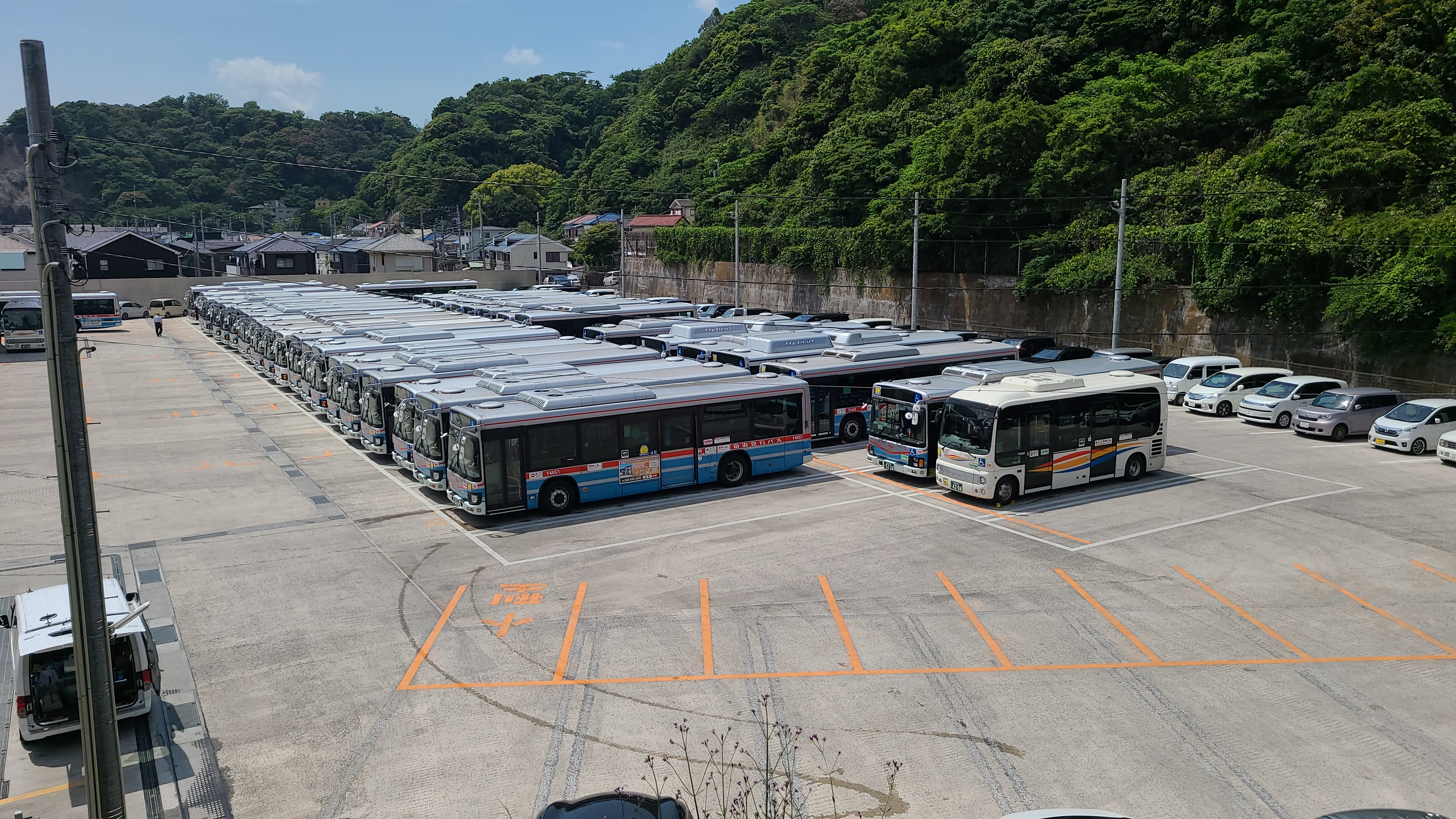
車庫内

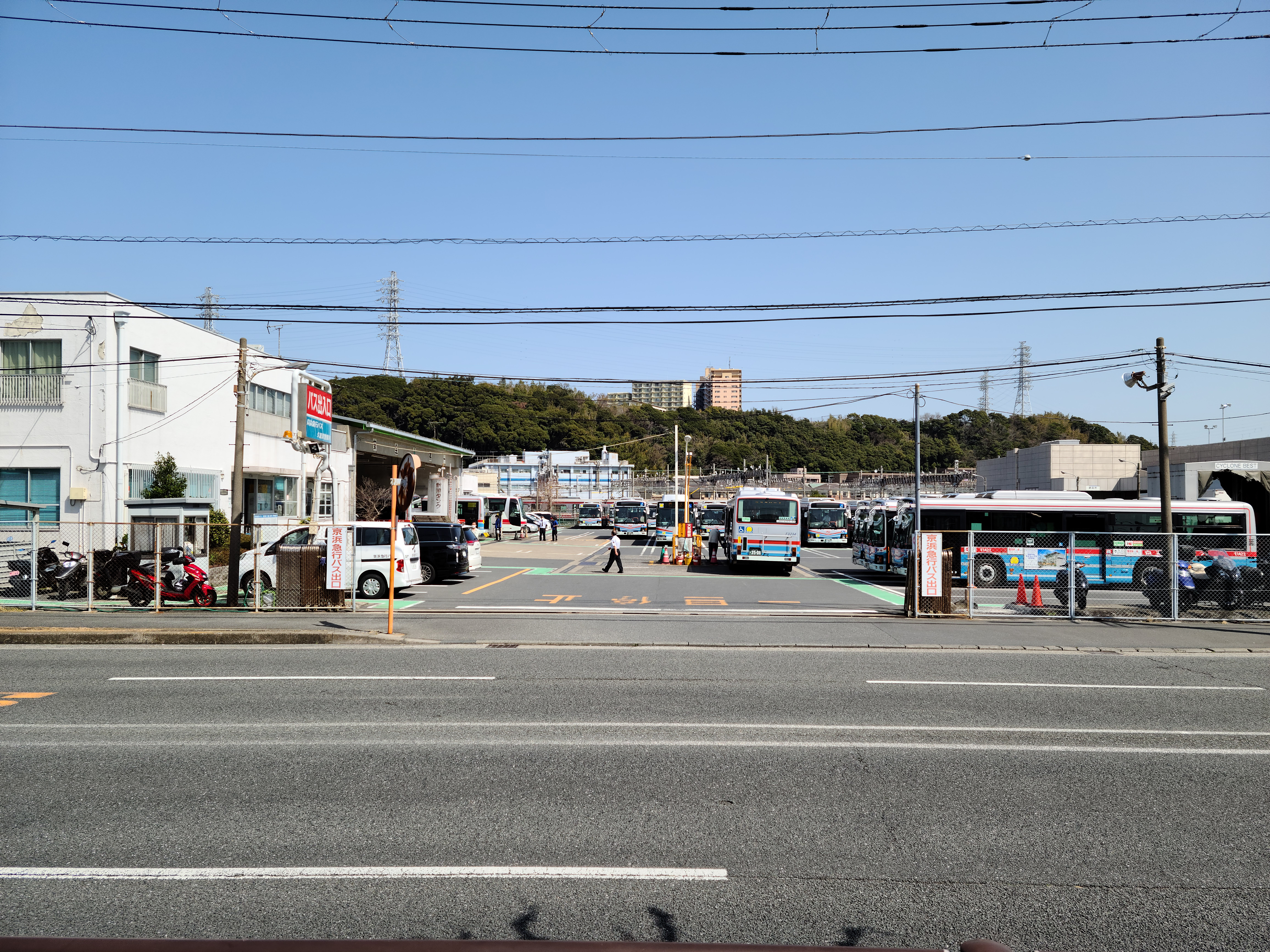
旧久里浜営業所。
最寄りのバス停は「舟倉」

京浜急行バス久里浜営業所（けいひんきゅうこうバスくりはまえいぎょうしょ）は、神奈川県横須賀市長瀬に所在する京浜急行バスの営業所。最寄り駅は「京急久里浜駅」・「JR久里浜駅」・「浦賀駅」。最寄りのバス停は「長瀬二丁目（車庫）」。営業所記号はF。
主に横須賀駅・堀ノ内駅・浦賀駅・北久里浜駅・JR・京急久里浜駅を発着するバス路線を所管している。
令和3年5月15日までは、横須賀市池田町の京浜急行電鉄久里浜工場に隣接した場所に車庫が所在していた。令和3年5月16日に営業所を現在地に移転した。

## 沿革
1944年（昭和19年）8月25日に開設。浦賀駅付近にあった浦賀営業所が移転・改称したものである。

### 浦賀 - 三崎間の乗合自動車
浦賀 - 三崎間には大正時代から乗合自動車の運行が複数の事業者により行われていた。すなわち、この路線の経由地である久里浜にも早くから乗合自動車が走っていた。これらの路線を運行していたのが、三浦自動車および臨海自動車の前身である梁瀬自動車である。『全国乗合自動車総覧』には、三浦自動車は1921年（大正10年）6月20日、梁瀬自動車は1923年（大正12年）9月17日開業とある。さらに、横須賀市内で乗合バス事業の整備統合を進めていた横須賀自動車が、1927年（昭和2年）5月に横須賀駅 - 浦賀間の路線を上宮田まで延長し、久里浜を通るようになった。この路線は1932年（昭和7年）には更に三崎まで延長されている。また、横須賀自動車は浦賀町谷戸に浦賀出張所を設けていた。
これとは別に、湘南電鉄が直営で浦賀駅 - 久里浜ペルリ記念碑前間の乗合自動車営業免許を得て、1931年（昭和6年）3月より自動車2輌を用いて運行を開始した。
一方で、昭和に入ると京浜電鉄主導の下、事業者の買収など整理統合が行われ、三浦自動車と臨海自動車は湘南半島自動車へ、横須賀自動車は湘南電鉄へとそれぞれ整理統合された。浦賀 - 三崎線は湘南半島自動車の三崎営業所と湘南電鉄の浦賀営業所がそれぞれ運行した。1941年（昭和16年）頃の浦賀営業所の所管路線は、浦賀駅 - 鴨居線、浦賀駅 - 久里浜線、浦賀駅 - 三崎線の3路線であるが、このうち浦賀駅 - 三崎線の全線と浦賀駅 - 久里浜線の一部は運行を休止している。車輌数は15台であった。

### 久里浜営業所の開設
戦局の悪化に伴い物資・人員の不足を来たし路線の縮小が行われる中、1944年（昭和19年）8月25日、浦賀町大ヶ谷にあった浦賀営業所が内川新田八幡久里浜1544番地へと移転し、久里浜営業所と改称した。1948年（昭和23年）6月の京浜急行電鉄発足時の所管路線は、久里浜駅 - 三崎線、久里浜駅 - 上宮田線の2路線であった。同年8月18日には三浦営業所が新設され、久里浜営業所は衣笠・三崎両営業所と共に三浦営業所の支所となった。しかしこの体制は長くは続かず、1954年（昭和29年）3月12日には三浦営業所は廃止された。これにより、衣笠・三崎両支所は営業所に昇格したが、久里浜だけは三崎営業所久里浜支所と支所のままであった。再び営業所に昇格したのは1963年（昭和38年）のことである。
この間、浦賀駅 - 鴨居線の運行が再開されたことをはじめ、浦賀 - 久里浜 - 三崎方面の路線の復旧が図られた。また、久里浜駅 - 久里浜海岸線、久里浜駅 - 衣笠駅線、久里浜駅 - 東電 - 野比海岸線など新たな路線も新設された。

### 宅地開発と路線拡充
昭和40年頃になると住宅開発は横須賀市域各地で盛んに行われるようになり、久里浜営業所管内では森崎団地や岩戸団地方面への路線が新設され、通勤通学輸送を担った。これにより、今まで久里浜駅付近を中心に東西南北（それぞれ久里浜港、衣笠、三浦海岸、浦賀方面）へ線状に広がっていた路線が、徐々に面的な広がりを持つようになった。また、1973年（昭和48年）12月28日には、手狭になった京浜久里浜駅前の営業所・車庫を池田町に新築移転した。昭和50年代には、通信研究所、新岩戸団地、久里浜工業団地、ハイランドなどへの路線が新設され、さらなる路線の充実が図られた。
一方で運行の効率化を図るため、1989年（平成元年）10月16日より三浦海岸駅 - 剱崎線を三崎営業所へ、浦賀駅 - 観音崎線、浦賀駅 - かもめ団地線を堀内営業所へそれぞれ移管し、京急久里浜駅 - 三浦海岸駅線を廃止した。これにより、国道134号の野比 - 上宮田間を走るバスがなくなったが、新たに野比駅 - 岩戸町内会館 - 衣笠十字路線(野3系統)、野比駅 - 通信研究所 - 横須賀市民病院線(野2系統)の運行が開始された。

### 横須賀リサーチパークの開発
1997年（平成9年）10月1日、横須賀市光の丘で開発が行われていた横須賀リサーチパーク (YRP) のうち一部施設がオープンしたことを受けて、最寄りのYRP野比駅から YRP までの路線が新設された。以降 YRP の開発が進むにつれて路線数や運行回数も増加し、運行される車輌もまた大型のものが多く投入されるようになった。

### 2000年代以降
PASMO導入について
ICカードPASMOについては、2008年（平成20年）12月1日に導入された。
長瀬への営業所移転
2021年（令和3年）5月16日に長らく池田町に所在していた営業所が長瀬へ移転された。
堀内営業所閉鎖に伴う動き
2022年（令和4年）3月12日をもって堀内営業所が閉鎖されたため、かつては久里浜営業所が担当していた観音崎線やかもめ団地線を含め、堀内営業所の大半の路線が久里浜営業所に移管された。なお、安浦二丁目 - 内川橋を結んでいる八31系統については追浜営業所と久里浜営業所の共管となっていたが、2022年10月1日より追浜営業所の単独運行となっている。

## 現行の一般路線

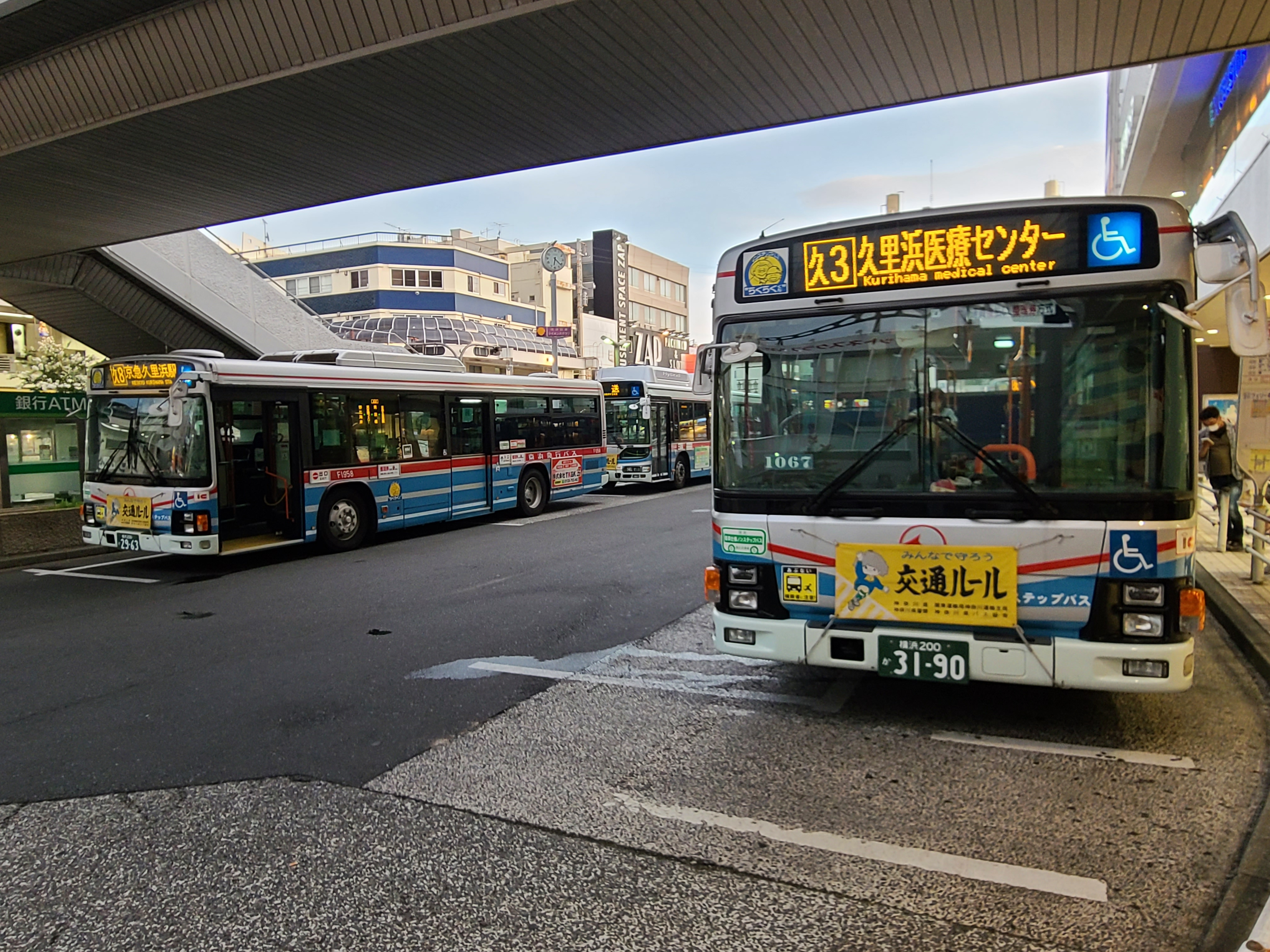
京急久里浜駅東口バスターミナル（2020年8月）

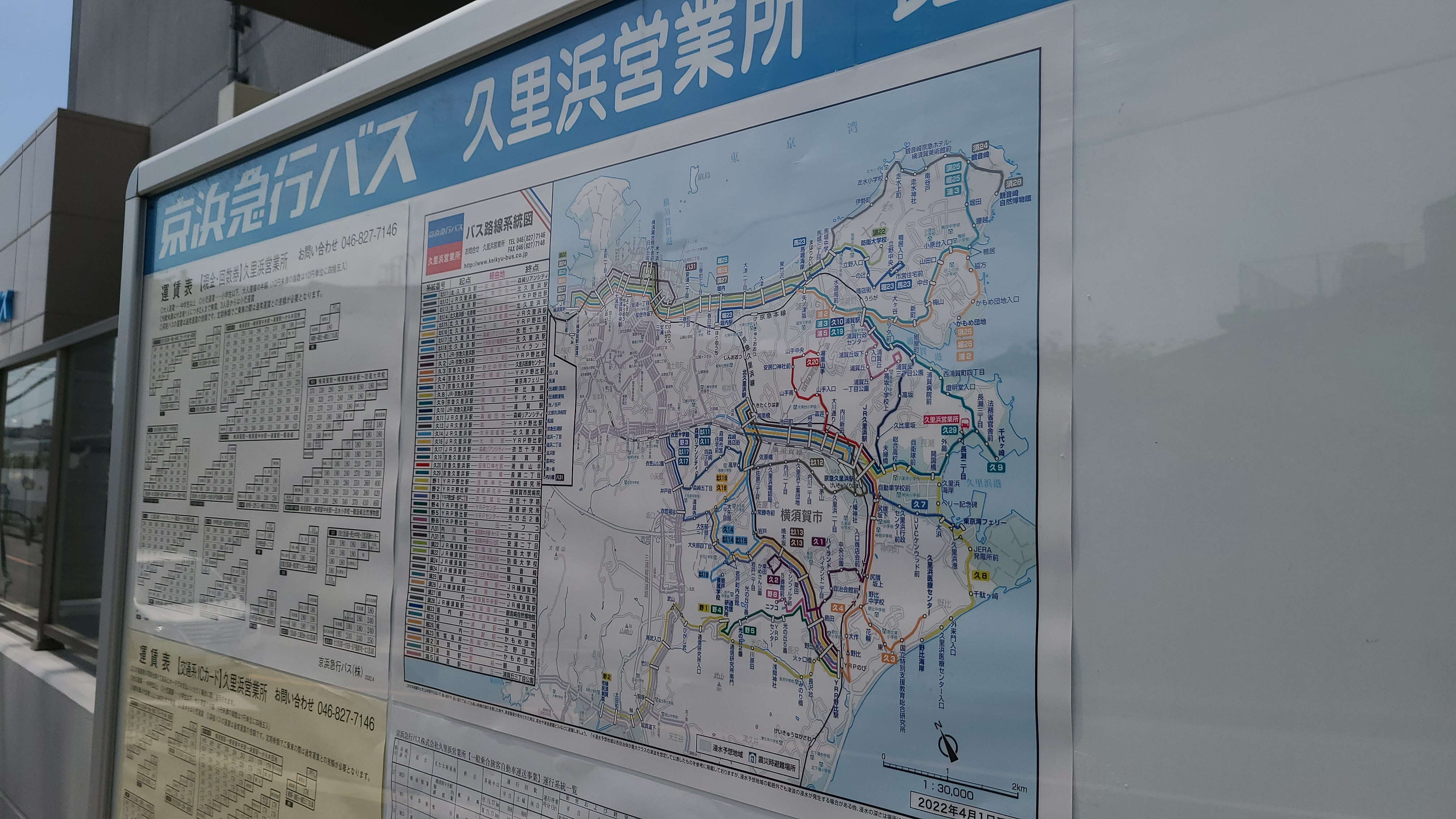
路線系統図(2022年4月1日改正時点)

### 観音崎線
- 須22：横須賀駅 - 米が浜 - 堀内 - 馬堀海岸駅 - 防衛大学校
- 須22：横須賀駅 - 日ノ出町 - 堀内 - 馬堀海岸駅 - 防衛大学校
- 須22：馬堀海岸駅 - 防衛大学校
- 須24：横須賀駅 - 米が浜 - 堀内 - 馬堀海岸駅 - 観音崎
- 須24：横須賀駅 - 日ノ出町 - 堀内 - 馬堀海岸駅 - 観音崎
- 馬24：馬堀海岸駅 - 走水 - 観音崎
- 須28：横須賀駅 - 堀内 - 馬堀海岸駅 - 走水 - 観音崎 - 観音崎自然博物館（夏季を除く休日ダイヤのみ）

沿革
- 1913年（大正2年）10月12日：浦賀横須賀間自働車会社(横須賀自動車商会の前身)が横須賀駅 - 浦賀芝生間の運行を開始
- 1921年（大正10年）10月3日：横須賀市街乗合自動車が横須賀駅 - 観念寺入口(今の若松町)を開業。のち合併により横須賀自動車となる。
- 1924年（大正13年）9月：横須賀駅 - 堀之内に延長。
- 戦中までに堀之内 - 走水も開通し、一部休止により戦後は横須賀駅 - 堀之内、同 - 大津で運行。
- 1948年（昭和23年）9月20日：大津 - 伊勢町の運行を再開。
- 1950年（昭和25年）12月25日：伊勢町 - 走水間の運行を再開、堀ノ内 - 走水間の運行となる。
- 1952年（昭和27年）4月2日：堀ノ内 - 走水を延長し、横須賀駅 - 観音崎の運行を開始。
- 1955年（昭和30年）7月1日：横須賀駅 - 防衛大学の運行を開始。
- 1973年（昭和48年）4月8日：横須賀駅 - 観音崎ホテル間の運行を開始。
- 2000年（平成12年）10月1日：横須賀中央駅発19時以降の便を日ノ出町経由に変更
- 2005年（平成17年）3月16日：防衛大学行の防衛大学校構内運行が廃止。正門前の防衛大学校行に変更。
- 2022年（令和4年）3月13日：堀内営業所の閉鎖により久里浜営業所に全路線移管。

観音崎線は走水・観音崎方面と防衛大学校方面に分かれる。共通区間である横須賀駅 - 馬堀中学間は、両者あわせ12分ヘッドで運行し、その先は観音崎方面に運行する便の比率が高く、休日はさらに高まる。観音崎自然博物館行きは休日のみの運行で、本数は大変少ない。
観音崎線のルーツは1897年（明治30年）に石川卯之助らが開業した横須賀浦賀間乗合馬車にあるといえる。田戸(今の米が浜近辺) - 浦賀芝生間の運行で、石川馬車と呼ばれていた。1913年（大正2年）になると、浦賀横須賀間自働車会社により乗合自動車の運行が開始される。しかし当初のそれは、5 - 6人乗りで、乗客のいない時は運休し、また乗客の申し出によっては路線外へも運行していたようである。運賃も馬車が田戸 - 浦賀間13銭に対して同48銭と高額に設定されていた。大正時代後期になるとバス事業も盛んになり、多数のバス会社が設立された。なかでも当時の横須賀 - 浦賀間は重要幹線であったため、1922年（大正11年）11月1日に太平自動車が、同年に石川自動車が、更に1924年（大正13年）には横須賀自動車商会が、それぞれ運行を開始している。
大正末期から昭和初期にかけて、乱立するバス事業者を統合すべく横須賀自動車が設立され、横須賀駅 - 浦賀間の路線もこれに統合された。1927年（昭和2年）5月には上宮田まで路線が延長され、同時期に石川馬車の営業権を買収し、同馬車を廃止している。また1930年（昭和5年）発行の浦賀名所案内によると、馬堀海岸駅 - 走水間および浦賀駅 - 鴨居間にバスが運行されていたことがうかがえる。

### 浦賀線
- 須26 : 横須賀駅 - 堀内 - 浦賀駅 - かもめ団地
- 浦2 : 浦賀駅 - 鴨居 - 脇方 - かもめ団地
- 浦3 : 浦賀駅 - 鴨居 - 堀田 - 観音崎

沿革
- 1924年（大正13年）12月28日 : 現在の須26の一部に当たる区間（公郷 - 大津 - 矢津野坂 - 浦賀）が横須賀自動車株式会社によって開業する[2]。
- 1929年（昭和4年）10月30日 : 横須賀自動車が浦賀から鴨居に至る路線（浦1[3]）を開設する[2]。
- 1948年（昭和23年）10月25日：浦賀駅 - 鴨居の運行を再開。
- 1950年（昭和25年）3月1日：浦賀駅 - 観音崎に延長。
- 1972年（昭和47年）6月12日：浦賀駅 - かもめ団地の運行を開始。
- 1989年（平成元年）10月16日：浦1・浦2・浦3を堀内営業所へ移管
- 2002年（平成14年）10月1日：横須賀京急バス（当時）が浦2・浦3の受託運行を開始
- 2018年（平成30年）4月1日：湘南京急バスの京浜急行バスへの再編に伴い、浦2・浦3の受託運行終了
- 2022年（令和4年）3月13日： 須26・浦2・浦3を堀内営業所から再移管

京急本線浦賀駅から鴨居地区を経由して観音崎・かもめ団地を結ぶ路線である。かもめ団地発着の一部は浦賀駅から県道208号を経由し、先述した須22と同経路で横須賀駅まで足を延ばす。

### 浦賀丘線
- 浦5：浦賀駅 - 浦賀丘 - 浦賀丘三丁目公園

沿革
- 2009年（平成21年）3月1日：運行開始
- 2018年（平成30年）4月1日：湘南京急バスの京浜急行バスへの再編に伴い、受託運行終了
- 2021年（令和3年）5月16日：「浦賀警察署」停留所を「浦賀行政センター」へ改称
- 2022年（令和4年）3月13日：堀内営業所より移管

2006年（平成18年）に地域から上がった運行要望を受け、2009年3月1日より運行を開始した路線。8時台 - 11時台・13時台 - 16時台のみ、1時間に2 - 3本運転される。狭い道路等を通るため、車両は小型車の日野・ポンチョが使われている。

### 立野団地線
- 堀23：堀内駅 - 馬堀海岸駅 - 立野団地 - 馬堀海岸駅 - 堀内駅
- 馬23：馬堀海岸駅 - 立野団地 - 馬堀海岸駅
  - 1962年（昭和37年）4月16日：堀内 - 立野団地循環の運行を開始。
  - 1970年（昭和45年）7月1日：堀内 - 堀内駅間を延長。
  - 2002年（平成14年）10月1日：横須賀京急バス（当時）が受託運行を開始。
  - 2022年（令和4年）3月13日：堀内営業所の閉鎖により久里浜営業所に全路線移管。

堀ノ内駅から立野団地を結ぶ路線。案内では「立野団地行き」となっているが、実際に「立野団地」というバス停は存在しない。運賃表上では「鴨居入口」が最高運賃となっていて、そこが終点のように思えるが実際は循環線のため、堀内駅 - 堀内駅と乗車可能。狭い道路等を通るため、小型車の日野・ポンチョが使われている。

### ハイランド・粟田団地線
- 久1 : （JR久里浜駅 - ）京急久里浜駅 - ハイランド
- 久2 : （JR久里浜駅 - ）京急久里浜駅 - ハイランド - 粟田 - 焼木坂 - 粟田かめさん公園 - 粟田 - YRP野比駅

沿革
- 1983年（昭和58年）10月14日： 京浜久里浜駅 - ハイランド - 野比駅間の運行を開始
- 2013年（平成25年）6月1日： 「粟田かめさん公園」停留所を新設
- 2022年（令和4年）8月16日：「尻摺坂」停留所を新設

JR久里浜駅の駐輪場前乗り場から京急久里浜駅を経由し、住宅団地であるハイランド・粟田団地・YRP野比駅へ至る路線。大半の便が京急久里浜駅を始発・終点としている。久2系統は、ハイランドを出発すると、自治会館前、ハイランド二丁目を通り、県道27号線に合流し、焼木坂までは北久13系統等と同様に進むが、坂の直前で粟田団地に入り、高台にある粟田かめさん公園に至る。その後は、再び県道27号線に合流しYRP野比駅へ至る。

### 久里浜駅 - 東京湾フェリー・野比方面

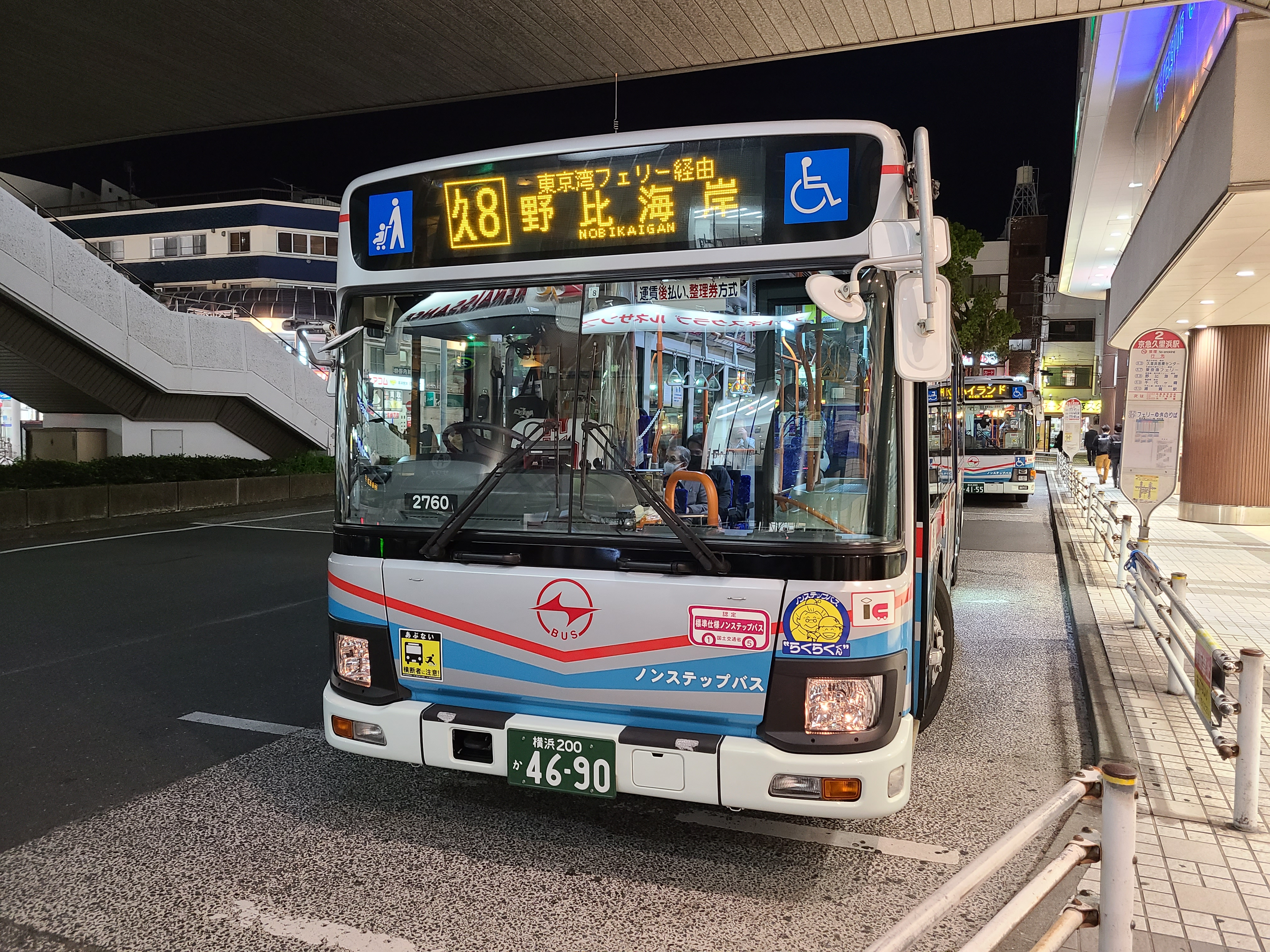
野比海岸行き(京急久里浜駅)

- 久3 : 京急久里浜駅 - 尻摺坂上 - 野比中学校 - 久里浜医療センター
- 久4 : 京急久里浜駅 - 尻摺坂上 - 野比中学校 - YRP野比駅
- 久7 : 京急久里浜駅 - 久里浜行政センター前 - 大浜 - 東京湾フェリー
- 久8 : 京急久里浜駅 - JR久里浜駅 - 開国橋 - 久里浜海岸 - 東京湾フェリー - JERA発電所前 - 野比海岸

沿革
- 1950年（昭和25年）7月2日：久里浜駅 - 久里浜海岸間の運行を再開
- 1955年（昭和30年）11月16日：久里浜駅 - 共済病院（→国立久里浜病院→現：久里浜医療センター）間の運行を開始
- 1959年（昭和34年）5月7日：久里浜駅 - 東電間の運行を開始
- 1961年（昭和36年）5月15日：久里浜駅 - 東電を野比海岸へと延長
- 1972年（昭和47年）4月1日：京浜久里浜駅 - 剱崎燈台を京浜久里浜駅 - 剱崎に短縮
- 1975年（昭和50年）4月26日：浦賀駅 - 久里浜駅、久里浜駅 - 三浦海岸駅、三浦海岸駅 - 剱崎に分断
- 1989年（平成元年）10月16日：久里浜駅 - 三浦海岸駅を廃止、三浦海岸駅 - 剱崎を三崎営業所へ移管
- 2022年（令和4年）8月16日：久3・久4に「尻摺坂」停留所を新設

京急久里浜駅から南東部にあたる野比・尻摺坂方面へ向かう路線である。
久3系統は、古くは横須賀駅からの直通便があり、堀ノ内駅を経由し、大津交差点からは国道134号線に入り北久里浜駅を経由していたが、現在は京急久里浜駅発着になっている。久4系統は後述するYRP線の出入庫路線でもある。

久7系統は終点の久里浜港で東京湾フェリーに接続するため、京急線やフェリーとの連絡運輸が行われている他、観光シーズンになると直通の臨時便が運行される。

### 久里浜駅 - 千代ケ崎・紺屋町 - 浦賀駅方面

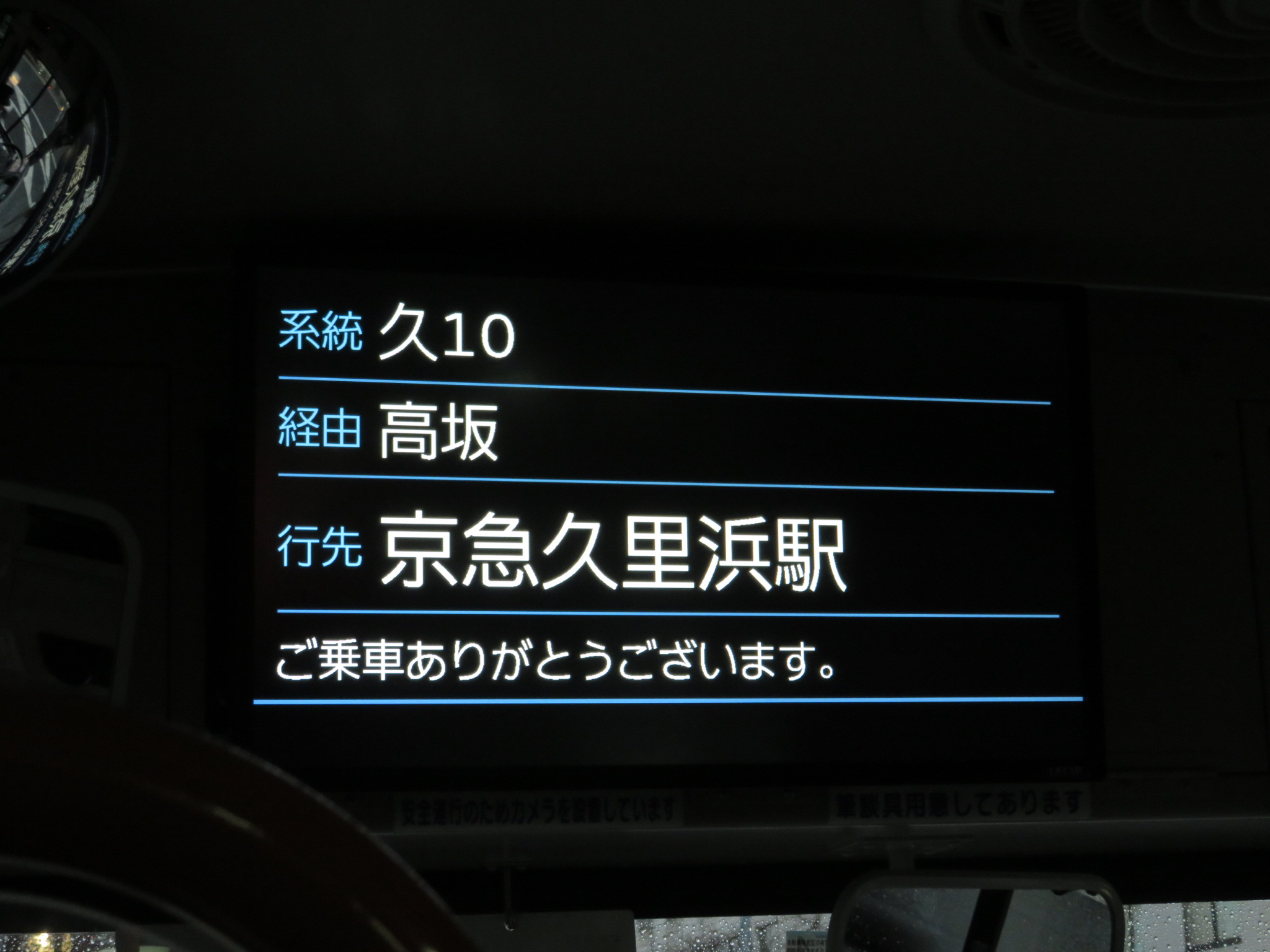
浦賀駅始発京急久里浜駅行きの案内表示

- 久9 : 京急久里浜駅 - 開国橋 - 千代ヶ崎
- 久10 : 京急久里浜駅 - 久比里坂 - 紺屋町 - 浦賀駅
- 久10 : 京急久里浜駅 → JR久里浜駅 → 久比里坂 → 紺屋町 → 浦賀駅
- 久10 : 浦賀駅 → 紺屋町 → 久比里坂 → 京急久里浜駅 → JR久里浜駅
- 久19 : 京急久里浜駅 - 開国橋 - 千代ヶ崎 - 紺屋町 - 浦賀駅
- 久29 : 京急久里浜駅 - 開国橋 - 長瀬二丁目

沿革
- 1917年（大正4年）以前 : 浦賀 - 三崎間にて乗合馬車の運行が開始されている。
- 1921年（大正10年）6月20日 : 三浦自動車株式会社の手により、南下浦（三浦海岸駅付近）から浦賀紺屋町に至る路線の運行を開始する[5]。
- 1923年（大正12年）9月17日 : 臨海自動車株式会社によって、引橋 - 浦賀紺屋町に至る路線が開設される[6]。
- 1927年（昭和2年）5月19日 : 横須賀自動車株式会社が浦賀から南下浦に至る路線の運行を開始する[2]。
- 1931年（昭和6年）
  - 3月28日：浦賀 - 久里浜ペルリ記念碑前間の運行を開始[7]
  - 8月3日 : 三浦自動車の路線が起点を紺屋町から浦賀駅に変更する。
- 1941年（昭和16年）3月：浦賀 - 三崎間の運行を休止。
- 1948年（昭和23年）
  - 10月25日：湘南久里浜駅 - 浦賀駅間の運行を再開
  - 12月25日：浦賀駅 - 三崎方面間の直通運行を開始
- 1953年（昭和28年）
  - 4月21日：京浜久里浜駅 - 浦賀駅を国鉄久里浜駅まで延長
  - 7月11日：久里浜循環線（京浜久里浜駅 - 久里浜海岸 - 京浜久里浜駅）の運行を開始
- 1956年（昭和31年）7月25日：浦賀駅 - 剱崎を三崎まで延長
- 1962年（昭和37年）9月17日：久里浜駅 - 千代ヶ崎間の運行を開始
- 1975年（昭和50年）4月26日：浦賀駅 - 久里浜駅、久里浜駅 - 三浦海岸駅、三浦海岸駅 - 剱崎に分断
- 2000年（平成12年）3月27日：久里浜循環線（久6）を廃止
- 2003年（平成15年）7月16日：久里浜駅 - 千代ヶ崎 - 浦賀駅（久19）の運行を開始
- 2021年（令和3年）5月16日 営業所移転に伴い、以下のように変更。
  - 【系統新設】久29 : 京急久里浜駅 - 長瀬二丁目の運行を開始
  - 【名称変更】「浦賀警察署」→「浦賀行政センター」

京急久里浜駅から東側に当たる長瀬・千代ケ崎・紺屋町・浦賀方面に向かう路線群である。

歴史節で述べたとおり、浦賀 - 三崎間で乗合馬車の運行が開始されたのは1915年（大正4年）以前である。大正末期までに、三浦自動車・梁瀬自動車によって同区間にバスの運行が開始された。この頃より、多くの路線バス事業者が乱立し、横須賀駅 - 浦賀 - 三崎間など、浦賀 - 久里浜 - 上宮田方面に多くの路線が開設された。一方これとは別に、湘南電鉄自動車部（京浜急行電鉄の前身）が浦賀駅 - 久里浜海岸ペルリ記念碑前間の運行を1931年（昭和6年）に開始している。その後、湘南電鉄は横須賀自動車・湘南半島自動車を合併したため、先述の路線群も継承された。

戦中・戦後の休止を経て、1948年（昭和23年）の久里浜駅 - 浦賀駅間の運行が再開されて以来、再び路線を南に延ばして三崎方面まで直通させた。しかし京急久里浜線が延長されると利用者は減少し、1989年（平成元年）に久里浜駅 - 三浦海岸駅間を廃止、同時に久里浜営業所が担当していた三浦海岸駅 - 剱崎線を三崎営業所へ移管させた。また、浦賀線の間合いで運行された鴨居地区の観音崎線・かもめ団地線も堀内営業所に移管された。
久9・19系統は旧帝国海軍対潜学校跡地にある海上自衛隊艦艇装備研究所、港湾空港技術研究所、横須賀刑務支所、久里浜少年院といった国の施設への通勤・来客輸送を担う。
久29系統は、久里浜営業所移転に伴い新設された出入庫系統で、京急久里浜駅行きについては、営業所内の長瀬二丁目(車庫)と道路上の長瀬二丁目の2箇所に停車する。

### 湘南山手線
- 久20 : 京急久里浜駅 - JR久里浜駅 - 吉井 - 安房口神社 - 湘南山手

沿革
- 1997年（平成9年）12月1日： 京急久里浜駅 - 安房口神社前間の運行を開始
- 2001年（平成13年）5月16日： 安房口神社前 - 湘南山手間を延長

京急久里浜駅、JR久里浜駅から、ニュータウンである湘南山手を結ぶ生活路線である。

### 森崎線
- 北久11 : 北久里浜駅 - 森崎市営住宅前 - 森崎リアンシティ
- 北久17 : 北久里浜駅 - 森崎市営住宅前 - 森崎リアンシティ - 井戸店 - 衣笠十字路
- 久11 : JR久里浜駅 - 北久里浜駅 - 森崎市営住宅前 - 森崎リアンシティ
- 久17 : JR久里浜駅 - 北久里浜駅 - 森崎市営住宅前 - 森崎リアンシティ - 井戸店 - 衣笠十字路

沿革
- 1967年（昭和42年）1月21日： 京浜久里浜駅 - 森崎団地間の運行を開始
- 1972年（昭和47年）4月1日： 森崎団地 - 市立高校間を延長
- 1980年（昭和55年）頃： 佐原橋 - 湘南橋間を森崎大橋経由に変更
- 1989年（平成元年）頃： 市立高校 - 衣笠十字路を延長
- 2014年（平成26年）7月12日： 「市立高校」停留所を「森崎リアンシティ」に改称

森崎線は、北久里浜駅から森崎団地を経由して衣笠十字路まで達する路線である。朝夕は、途中の北久里浜駅方面からの森崎リアンシティ（旧：市立高校）止りである。市立高校が移転してしまったため学生の利用が減ってしまったものの、森崎団地の住民の京急線、衣笠への足として機能している。一部便はJR久里浜駅発着だが、本数は多くない。

### 工業団地線
- 北久12 : 北久里浜駅 → 工業団地 → 京急久里浜駅 → JR久里浜駅
- 北久12 : JR久里浜駅 → 工業団地 → 北久里浜駅

沿革
- 1982年（昭和57年）4月1日： 北久里浜駅 - 工業団地 - 京浜久里浜駅間の運行を開始

北久里浜駅から久里浜工業団地を経由して京急久里浜駅へと至る路線である。北久里浜駅行きは「JR久里浜駅」4番乗り場から発車するが、4番乗り場は京急久里浜駅西口の目の前にある。

### 岩戸線

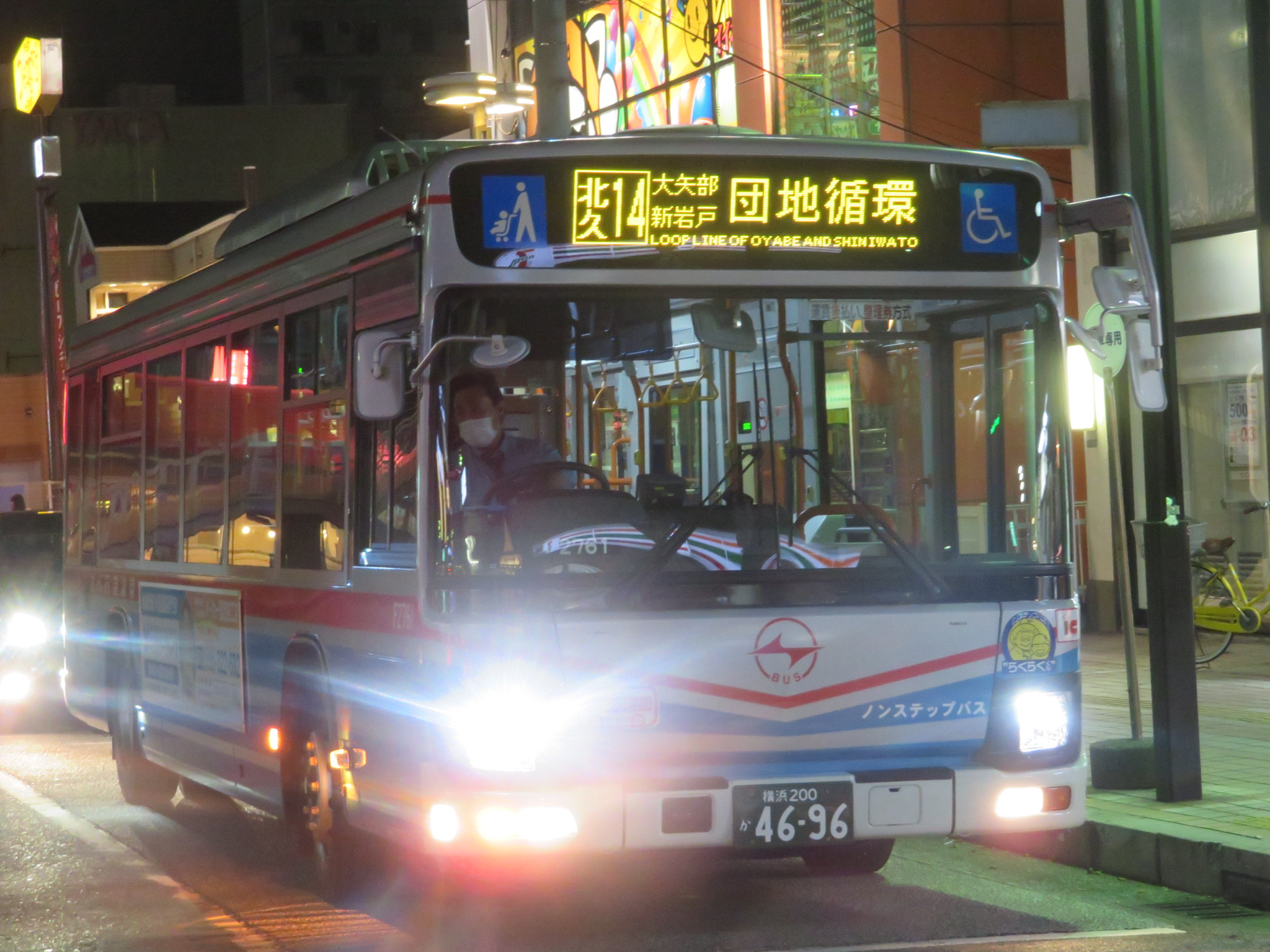
大矢部・新岩戸団地循環(北久里浜駅)

- 北久13 : 北久里浜駅 - 佐原橋 - 岩戸 - 粟田 - YRP野比駅
- 北久14 : 北久里浜駅 → 佐原橋 → 大矢部三丁目 → 岩戸町内会館 → 岩戸 → 北久里浜駅
- 北久15 : 北久里浜駅 → 佐原橋 → 大矢部三丁目 → 岩戸町内会館 → 岩戸 → 北久里浜駅 → JR久里浜駅
- 北久16 : 北久里浜駅 - 佐原橋 - 大矢部三丁目 - 岩戸町内会館 - 粟田 - YRP野比駅
- 北久18 : 北久里浜駅 → 佐原橋 → 大矢部三丁目 → 岩戸町内会館 → 岩戸支援学校 → 岩戸町内会館 → 岩戸 → 佐原橋 → 北久里浜駅
- 久13 : JR久里浜駅 - 北久里浜駅 - 佐原橋 - 岩戸 - 粟田 - YRP野比駅
- 久14 : JR久里浜駅→北久里浜駅→佐原橋→大矢部三丁目→岩戸町内会館→岩戸→北久里浜駅
- 久16 : JR久里浜駅 - 北久里浜駅 - 佐原橋 - 大矢部三丁目 - 岩戸町内会館 - 粟田 - YRP野比駅
- 野3  : YRP野比駅 - 粟田 - 岩戸町内会館 - 大矢部三丁目 - 衣笠城址 - 衣笠十字路

沿革
- 1963年（昭和38年）11月25日：京浜久里浜駅 - 岩戸間の運行を開始
- 1970年（昭和45年）2月12日：岩戸 - 粟田間を延長
- 1971年（昭和46年）2月1日：粟田 - 野比駅間を延長
- 1980年（昭和55年）10月23日：京浜久里浜駅 - 大矢部 - 野比駅の運行を開始
- 昭和50年代半ば：佐原橋 - 湘南橋間を森崎大橋経由に変更
- 1989年（平成元年）10月16日：野比駅 - 衣笠十字路の運行を開始
- 2011年（平成23年）4月1日：北久18系統を新設。
- 2023年（令和5年）4月1日：北久18系統の「岩戸養護学校」停留所を、学校の名称変更に伴い「岩戸支援学校」に変更。

京急久里浜線北久里浜駅とYRP野比駅を結ぶ路線で、岩戸団地への輸送を担う生活路線である。また、折返し便として衣笠十字路へも足を伸ばす。前者は新岩戸団地を経由する便（北久16・久16）と経由せずに県道27号線の走行で岩戸経由の便（北久13・久13）があるほか、新岩戸団地を循環して再び北久里浜駅へと戻ってくる大矢部・新岩戸団地循環（北久14・北久15・北久18・久14）もある。循環線は、一方循環である。一部便は出入庫の為JR久里浜駅まで足を伸ばすが、基本は北久里浜駅発着である。
路線は当初、京浜久里浜駅から岩戸までの運行であった。これは北久里浜駅を優等種別が通過していたためと、岩戸から先の道路が未舗装で状況が悪かったためで、特に焼木坂付近は雨が降ると人でも歩くのが困難だったようである。神奈川県道27号横須賀葉山線の整備が進むにつれ、粟田、野比と路線は次第に延長された。一方、北久里浜駅付近は当初森崎一丁目経由で運行されていた。しかしこの区間には横須賀線の踏切があり、ラッシュ時は道路混雑が激しく定時運行が困難であった。そのため、森崎大橋開通後は同区間を踏切のない森崎大橋経由に変更した。なお、現在の森崎一丁目バス停は、衣笠営業所担当の衣35系統のみが発着する。

### 市民病院線
- 野1 : YRP野比駅 - 長沢台 - 通信研究所
- 野2 : YRP野比駅 - 長沢台 - 通信研究所 - 武山 - 林 - 横須賀市民病院

沿革
- 1979年（昭和54年）3月26日：野比駅 - 通信研究所間の運行を開始
- 1989年（平成元年）10月1日：野比駅 - 横須賀市民病院間の運行を開始

YRP野比駅から通信研究所を経由して横須賀市立市民病院に至る路線である。野比地区から市民病院への通院利用者が多い。市民病院線開設時、<武1系統>武山 - 通信研究所間の（一日2本朝、夕）ローカル運行もあったが、1992年に廃止された。なお、武山での折り返しは、現在のエイビイ武山店の所に折り返し場があり、そこで行っていた。

### YRP線

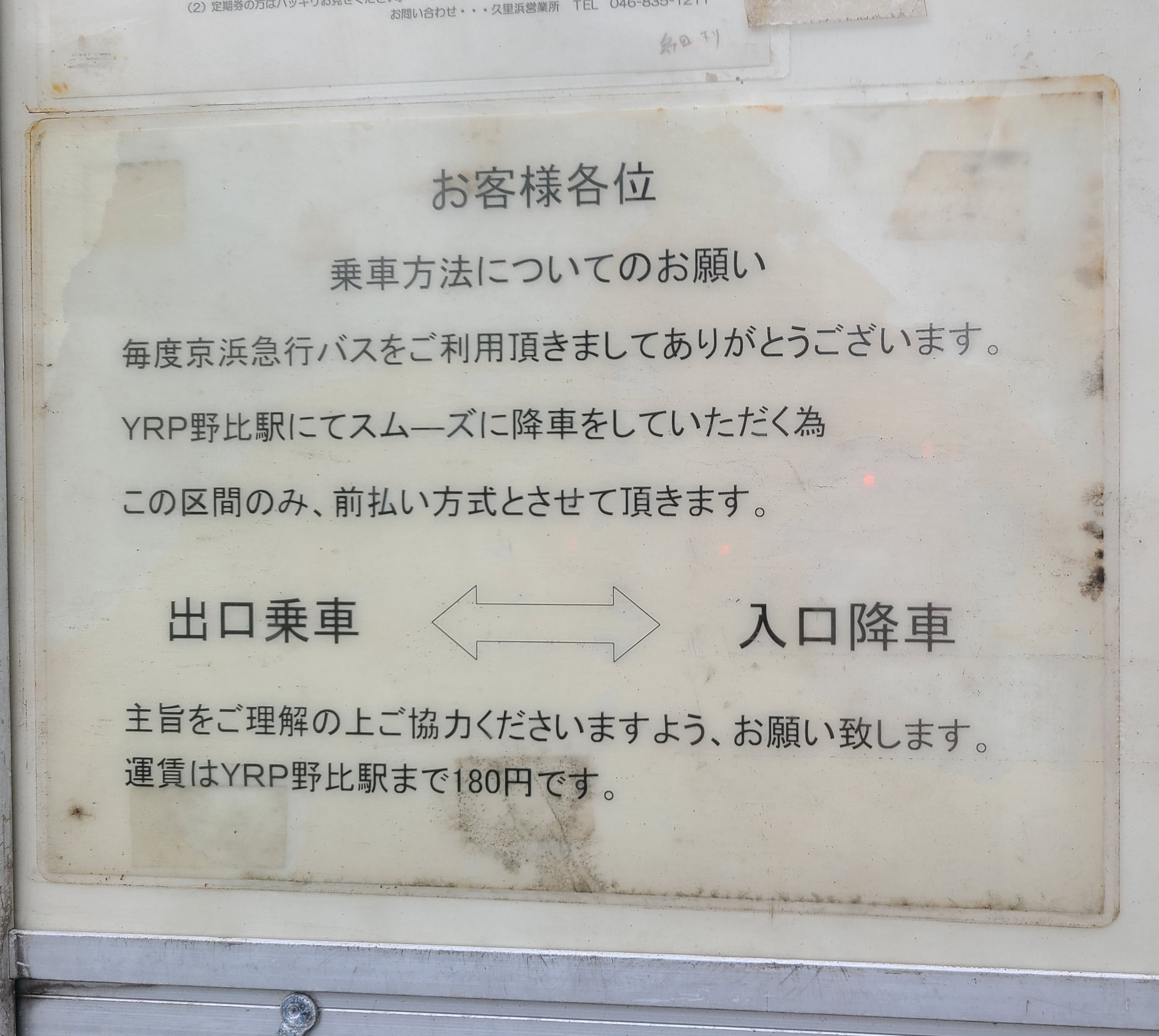
YRP野比駅方面が前乗りであることの案内(島田バス停)

- 野4 : YRP野比駅 - 光の丘5番 - YRPセンター - 光の丘2番 - 通信研究所
- 野5 : YRP野比駅 - 光の丘5番 - YRPセンター - 光の丘2番
- 野8 : YRP野比駅 - 5番館前 - ニフコ

沿革
- 1997年（平成9年）10月1日：野比駅 - 光の丘2番、野比駅 - YRPセンター - 通信研究所の運行を開始
- 1998年（平成10年）4月16日：京急NT野比海岸 - YRP野比駅・光の丘2番の運行を開始
- 2002年（平成14年）
  - 3月4日：京急久里浜駅→通信研究所（急行便）の運行を開始
  - 10月1日：YRP野比駅 - パナソニック、YRP野比駅 - 光の丘5番の運行を開始

横須賀リサーチパーク (YRP) に所在する企業への通勤輸送を一手に引き受けるため開設された路線群。YRPのある横須賀市光の丘（旧・大字長沢、野比1丁目、粟田2丁目、武1丁目）には1970年代に日本電信電話公社（現・日本電信電話）横須賀研究開発センターが進出。その後、同センタが所在する一帯が開発され、郵政省通信総合研究所横須賀無線通信センター（現・情報通信研究機構ワイヤレスネットワーク総合研究センター）やNTTと関係の深い企業の研究施設が集積した。平日朝夕のラッシュ時には数分間隔で運行されている。横須賀市内を走行する一般路線バスは後払い方式であるが、当路線群のYRP野比駅方向に限り、前扉から乗車し、中扉から降車する方式が取られている。
一部路線においては横須賀市などが実証実験を行った非接触ICカード（PASMO等他の交通系カードと互換性はない）であるまちづくり総合カードにあらかじめ一定金額をチャージしておき、バスに乗車できる「YRP-ITパスポートサービス」が提供され、専用のカードリーダーが車両に装着されていたが、2006年2月にサービス終了し、2006年8月をもってチャージ額の払い戻しを終了している。
2015年（平成27年）1月、パナソニックモバイルコミュニケーションズYRP研究所跡地をニフコが取得し本社を移転したため、野8系統の「パナソニック」停留所が「ニフコ」に変更された。
2022年（令和4年）1月24日、「富士通前」停留所が「5番館前」に変更され、新たに「ヤマシンフィルタ前」停留所が新設された。

## 特定路線

### リヴィンよこすか店 無料送迎バス

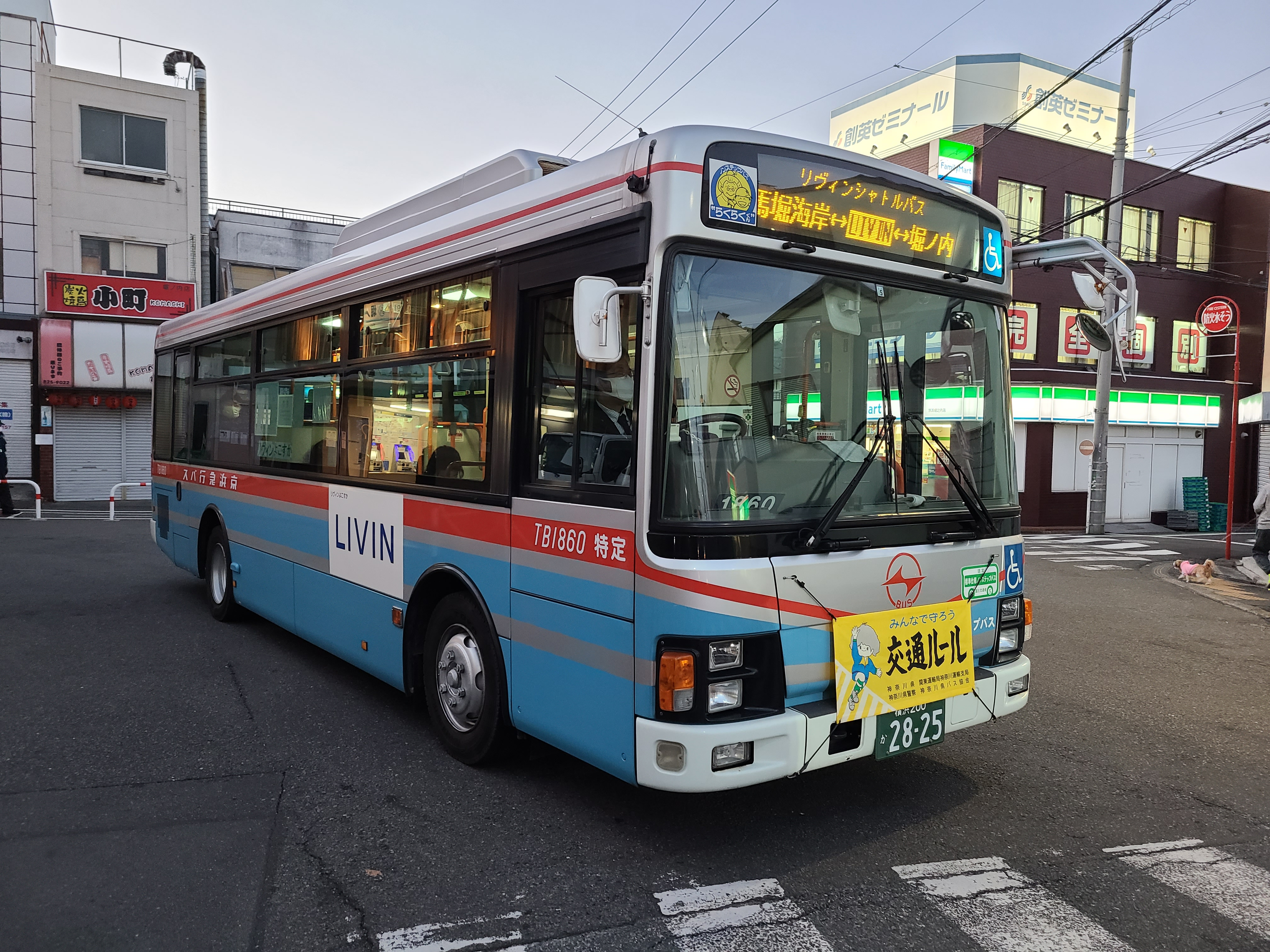
リヴィンよこすかシャトルバス(堀内営業所時代)

- （無番） : 馬堀海岸駅 → 堀ノ内駅 → リヴィンよこすか店
- （無番） : 馬堀海岸 - リヴィンよこすか店
- （無番） : 堀ノ内駅 - リヴィンよこすか店
  - 時期不詳： 衣笠営業所から当時の湘南京急バス堀内営業所へ移管
  - 2022年（令和4年）3月13日： 堀内営業所の閉鎖に伴い、久里浜営業所に移管。

堀ノ内駅・馬堀海岸駅から平成町にあるリヴィンよこすか店へのシャトルバス。馬堀海岸発の朝1本のみ堀ノ内駅を経由して運行されるが、堀ノ内駅での降車はできない。
車両は、中型車のいすゞエルガミオが2台が、使われている。

## 臨時路線

### 京急ファミリー鉄道フェスタシャトルバス
- 京急久里浜駅 - 吉井
- 吉井 - JR久里浜駅

京急電鉄久里浜工場にて実施される京急ファミリー鉄道フェスタの開催日にのみ運行されるシャトルバス。無料で乗車できる。京急久里浜駅では、普段は降車専用の乗り場から出発する。2020年度は新型コロナウイルスの影響でリモート開催になったため、運休となった。

## 移管路線

### 衣笠線
- 衣35 : JR久里浜駅 - 五郎橋 - 衣笠十字路 - 衣笠駅
  - 1955年（昭和30年）7月10日：久里浜駅 - 衣笠駅間の運行を開始
  - 2006年（平成18年）12月1日：湘南京急バスに運行を委託するため、堀内営業所に移管。
  - 2021年（令和3年）5月16日：堀内営業所から衣笠営業所に移管。

衣笠線はJR久里浜駅から国道134号、神奈川県道27号横須賀葉山線を走り、JR衣笠駅に至る路線で、全線JR横須賀線と並行していた。

### 浦賀駅発着
- 浦1 : 浦賀駅 - 新町 - 小原台入口 - 鴨居
- 浦2 : 浦賀駅 - 新町 - 小原台入口 - 鴨居 - 脇方 - かもめ団地
- 浦3 : 浦賀駅 - 新町 - 小原台入口 - 鴨居 - 腰越 - 観音崎

　浦賀駅から観音崎およびかもめ団地までの路線群。1989年10月16日までは久里浜営業所にて受け持っており、鴨居発着である浦1系統も数多く設定されていた。堀内営業所への受け持ち移管後も浦1系統は継続運行されていたが、観音崎やかもめ団地発着系統の運用合理化によって1990年前半頃に廃止された。
なお、堀内営業所が閉鎖されたことに伴い、2022年3月13日より再び久里浜営業所の路線になっている。

### 剱崎線
- 海34 : 三浦海岸駅 - 上宮田 - 役場下 - 松輪 - 剱崎
  - 1989年（平成元年）10月16日 三崎営業所へ移管

## 廃止路線

### 一般路線
- （急行） : 汐入駅 -  馬堀海岸 - 横須賀美術館 - 観音崎 - 浦賀駅

2007年（平成19年）4月28日に横須賀美術館が開館したのにあわせ、同日から同年9月30日まで土休日の期間限定で汐入駅 - リヴィン前 - 馬堀海岸（市営プール前） - 横須賀美術館・観音崎 - 浦賀駅で急行バスが運行されていた。当路線開設に合わせて｢三笠・猿島｣・｢リヴィン前（汐入駅方面）｣・｢市場入口｣・｢馬堀海岸｣・｢横須賀美術館（汐入駅方面）｣の各停留所が新設された。
横須賀美術館停留所が汐入駅方面のみに設置されたため、浦賀駅行は、観音崎京急ホテルに停車して横須賀美術館利用者の便を図っていた。
浦賀駅・汐入駅発とも10:00 - 16:00まで30分ごとの運行であった
- 横須賀駅 - 横須賀中央駅 - 堀内 - 北久里浜駅 - 京浜久里浜駅 - 野比共済病院
  - 1971年（昭和46年）9月1日：廃止。

大津交差点までは他系統と同様に進み、その後は国道134号線をひたすら南下する路線であった。終点の野比共済病院とは、現在の久里浜医療センターのことである。
- 堀25：堀内 - 浦賀駅 - 観音崎
- 須25：横須賀駅 - 堀内 - 浦賀駅 - 観音崎

- 久15  : JR久里浜駅→北久里浜駅→大矢部→岩戸町内会館→岩戸→北久里浜駅→JR久里浜駅
  - 2021年（令和3年）2月16日：廃止。

- 野3  : 岩戸二丁目 → YRP野比駅 → 衣笠十字路
  - 2021年（令和3年）2月16日：廃止。

- 野6 京急ニュータウン野比海岸 - YRP野比駅 - 光の丘5番 - YRPセンター - 光の丘2番
  - 2022年（令和4年）3月31日：廃止[17]。

- 野7  : 京急ニュータウン野比海岸 - YRP野比駅
  - 運用合理化によって2020年10月31日に廃止。

- 野9  : YRP野比駅 - 光の丘5番
  - 運用合理化によって2020年10月31日に廃止。

- 久5（初代） : 京急久里浜駅 - 大作 - 野比 - 長沢 - 上宮田 - 三浦海岸駅
  - 1989年10月16日に廃止。同時に、野比から上宮田間の国道134号のバス路線も廃止されたことになる。野比駅（当時。現在のYRP野比駅）、京急長沢駅、津久井浜駅は、現在も運行されている4系統の金沢文庫などと同様、国道上のバス停を使用し、駅構内へは乗り入れていなかった。廃止になったバス停は、「野比（三浦海岸方）」・「野比橋」・「堂前」・「三浦しらとり園入口」・「長沢」・「境」・「津久井」・「法蔵院」・「諏訪神社」・「今井」・「ビーチセンター前」である。名称は廃止時のもの。

- 久5（2代） : 京急久里浜駅 → 光の丘5番 → YRPセンター → 光の丘2番 → 通信研究所（急行）
  - 2021年（令和3年）2月16日： 廃止。

京急久里浜駅西口から通信研究所を結ぶ急行路線であった。京急久里浜駅を出発したバスは、佐原交差点までは北久12系統と同様のコースを進み、佐原交差点から横須賀リサーチパーク入口交差点までは北久13系統等のコースをたどり、YRP地区へ入ってからは他系統と同様、全ての停留所で乗降可能であった。運賃は京急久里浜駅から乗車すると、現金300円、IC294円であった。
- 久6 : 京急久里浜駅 → 開国橋 → 大浜 → 久里浜行政センター前 → 京急久里浜駅（久里浜循環）

　久里浜地域内を循環していた系統路線で2000年3月まで運行されていた。京急久里浜駅から開国橋、久里浜海岸を経由して、大浜交差点で右折し、久里浜行政センターを経由して京急久里浜駅へと循環した内容であった。現在も運行されている久7・8系統よりも本数が多く設定されていた。
- 八31：安浦二丁目 - 横須賀中央駅 - 横須賀駅 - 田浦郵便局 - 船越 - 追浜駅 - 内川橋
  - 2022年（令和4年）3月13日：堀内営業所の廃止により追浜営業所と共同運行を開始。
  - 2022年（令和4年）10月1日：追浜営業所単独運行へなる。

### よこすか潮風ライナー

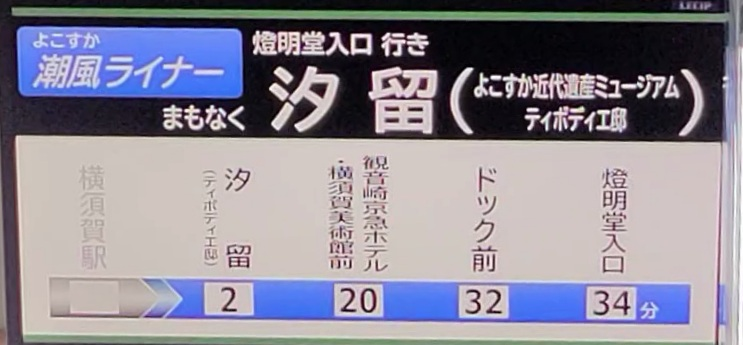
横須賀駅発燈明堂入口行きの車内LCD表示

- 横須賀駅 - 汐留 - 観音崎京急ホテル・横須賀美術館前 - ドック前 - 燈明堂入口

2021年10月23日から翌年1月23日までの土日・祝日のみ運行されていた実証運行路線。横須賀市では、観光庁による「既存観光拠点の再生・高付加価値化推進事業」を活用し、市内の歴史資産・観光拠点と市内交通事業者と連携した「よこすかルートミュージアム」の整備を進めており、当路線もその一環として整備された。
当路線の開設に合わせ、「よこすか潮風ホリデーパス」という期間限定の企画乗車券が発売されている。これは当路線および並行する一般路線バスに1日乗り放題となる乗車券であり、一部の施設では当日利用分の当乗車券を提示することで割引が受けられる。

### 特定路線
- 旧岩戸高校のスクールバス。

学校側から委託されていた。朝および夕方の通学時間帯に、学生専用で北久里浜駅、JR久里浜駅より校内まで運行されていたが、高校廃校により2008年3月をもって廃止。一時期は、野比駅よりも運行されていた。2010年からは跡地に岩戸養護学校が開校したため、北久18系統が一般客を乗せたまま、再び敷地内に乗り入れている。
- 東電のチャーターバスがあり、ワンロマ(赤バス)で運行されていた。

### 深夜急行バス
- 横浜駅西口→尾上町（関内駅）→衣笠駅→ 岩戸団地 → ハイランド → 京急久里浜駅
  - 1991年12月15日から2001年12月30日まで運行されていた深夜急行バス路線。横浜駅西口から関内駅に近い尾上町を乗車停留所として、衣笠駅や岩戸、ハイランド地区などを経由して京急久里浜駅へと至っていた。

## 車両
京浜急行バスの中では大森営業所と並んで一般路線用の長尺車が多い営業所のひとつであり、特に1997年のYRP路線開設時に尺の長い車が多数投入・転属された。2010年代終わりまでに当時の車両は全て廃車になっている。大型車・中型車・小型車の全サイズが在籍している。
メーカーは横須賀市内の他の営業所と同様に、かつては日野シャーシと地元神奈川県に本社があった帝国自動車工業（日野車体工業を経て現・J-BUS）ボディが選択されてきたが、1990年代後半以降日野車の納車が減った。2000年代に入ると京浜急行バスグループ全体でいすゞ・エルガのL尺がメインとなり、久里浜にも多数納車されている。J-BUS主導でエルガの同型車となった日野・ブルーリボンIIは他の横須賀・三崎地区の営業所と違い配備が無かったが、2022年の堀内営業所閉鎖に伴い、投入された。
ハイブリッドバスも配置が行われており、2011年から2014年までは日野ブルーリボンシティ・ハイブリッドが合計6台、2013年から2015年までは、いすゞエルガハイブリッドが合計3台投入された。
2009年に横須賀市がノンステップバスを導入する際の補助金制度を開始したことにより、2013年以降はノンステップ車のみが投入されている。
2022年3月12日をもって堀内営業所が閉鎖されたことに伴い、今までは配置がなかった日野ポンチョ（小型車）も配置されることになった。
1990年代のYRP路線開業直後には大森営業所や羽田営業所から三菱（現・三菱ふそうトラック・バス）エアロスター（ワンステップまたはノンステップ車）が転属したが、いずれも経年により除籍されている。
堀内営業所廃止により、2022年3月13日より一般路線用だったF1111号車が貸切登録され、主に営業所内の教習車両として使われている。
また、リヴィンシャトルバス用の元TB1820と元TB1860が久里浜所属車両になり、特定車両として運行されている。
2021年10月に新子安営業所から4台リムジンバスが転属してきた。これらの車両は、同月23日から実証運行を開始する横須賀駅から燈明堂入口を結ぶよこすか潮風ライナーに使用されていたが、よこすか潮風ライナーの実証運行終了により、再び新子安営業所に戻っている。
2025年3月には、中国BYD社製の大型電気バス、BYD・K8が3台投入された。久里浜営業所としては初の電気バスである。

### 車両の画像

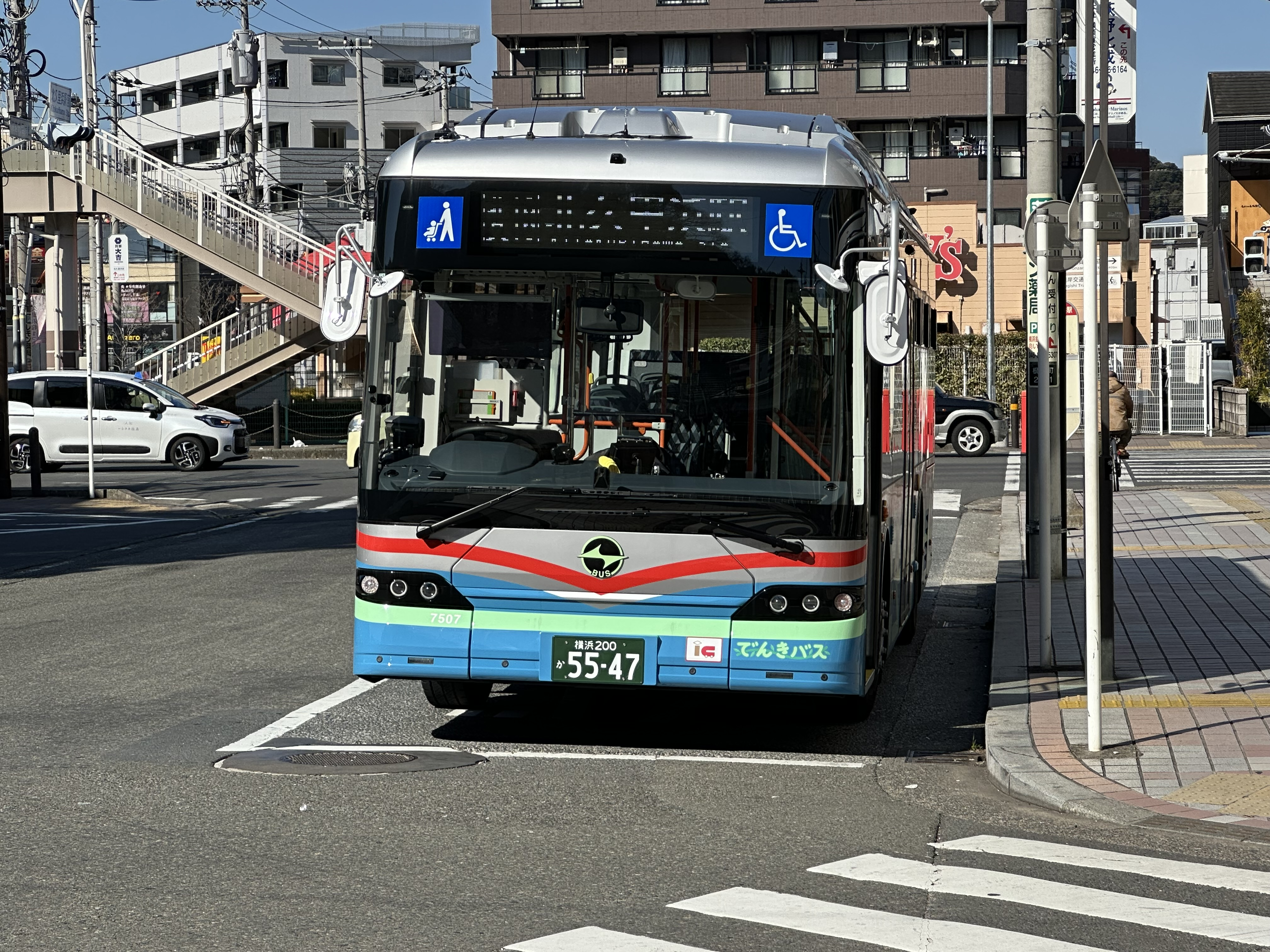
BYD・K8 2.0(北久里浜駅)
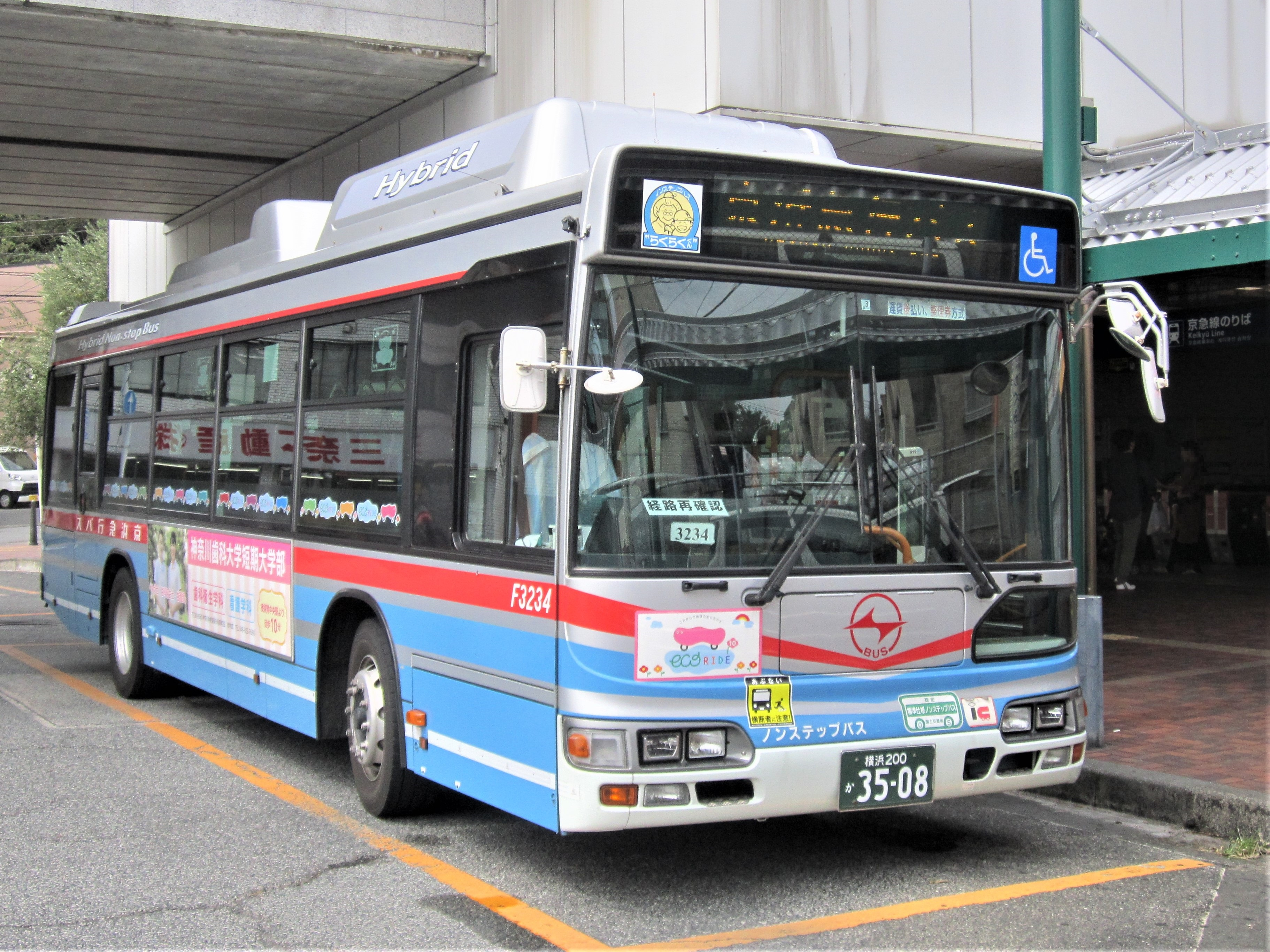
日野ブルーリボンシティハイブリッド(YRP野比駅：LJG-HU8JLGP)
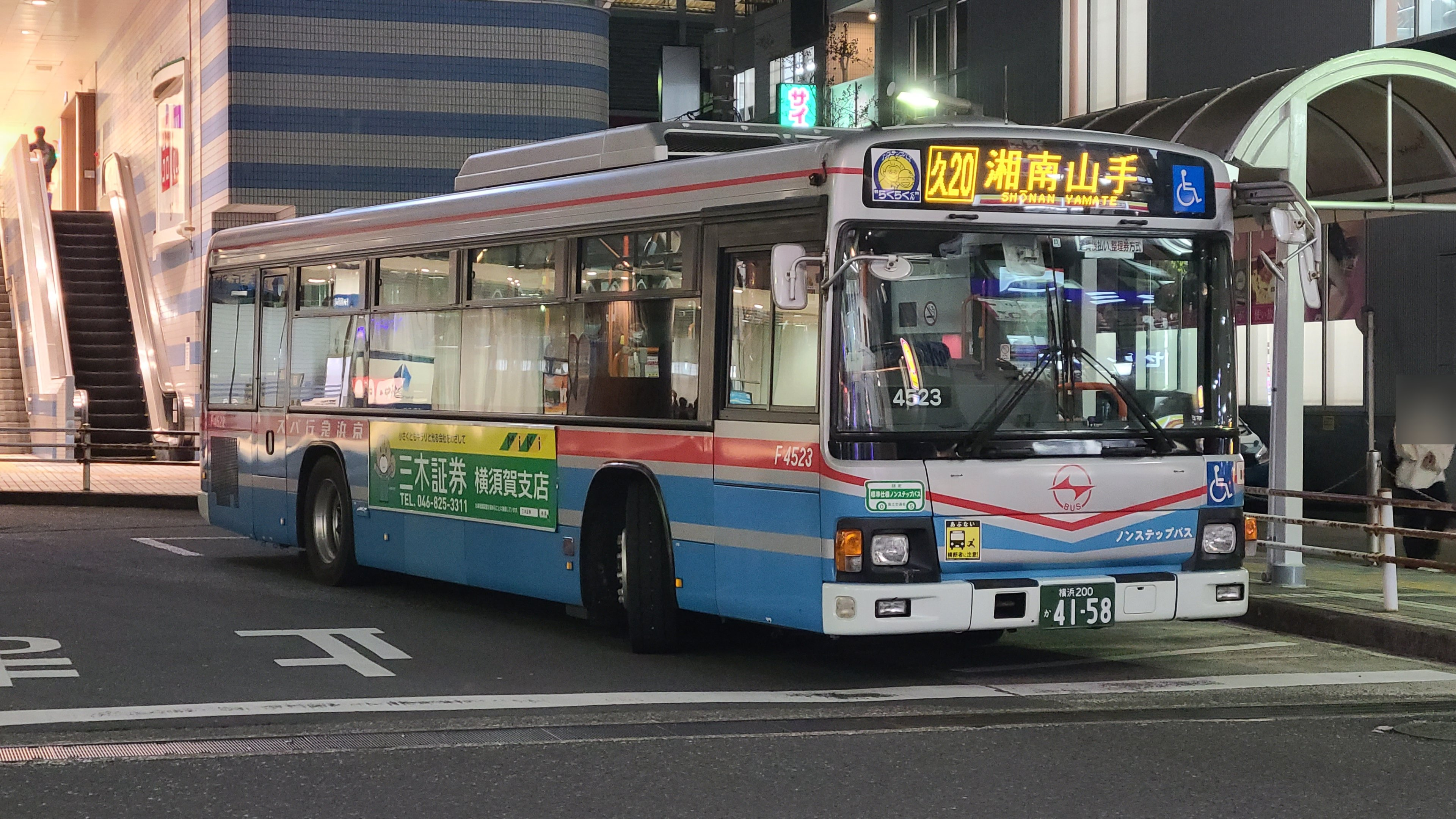
日野ブルーリボンⅡ(京急久里浜駅：QPG-KV234L3)
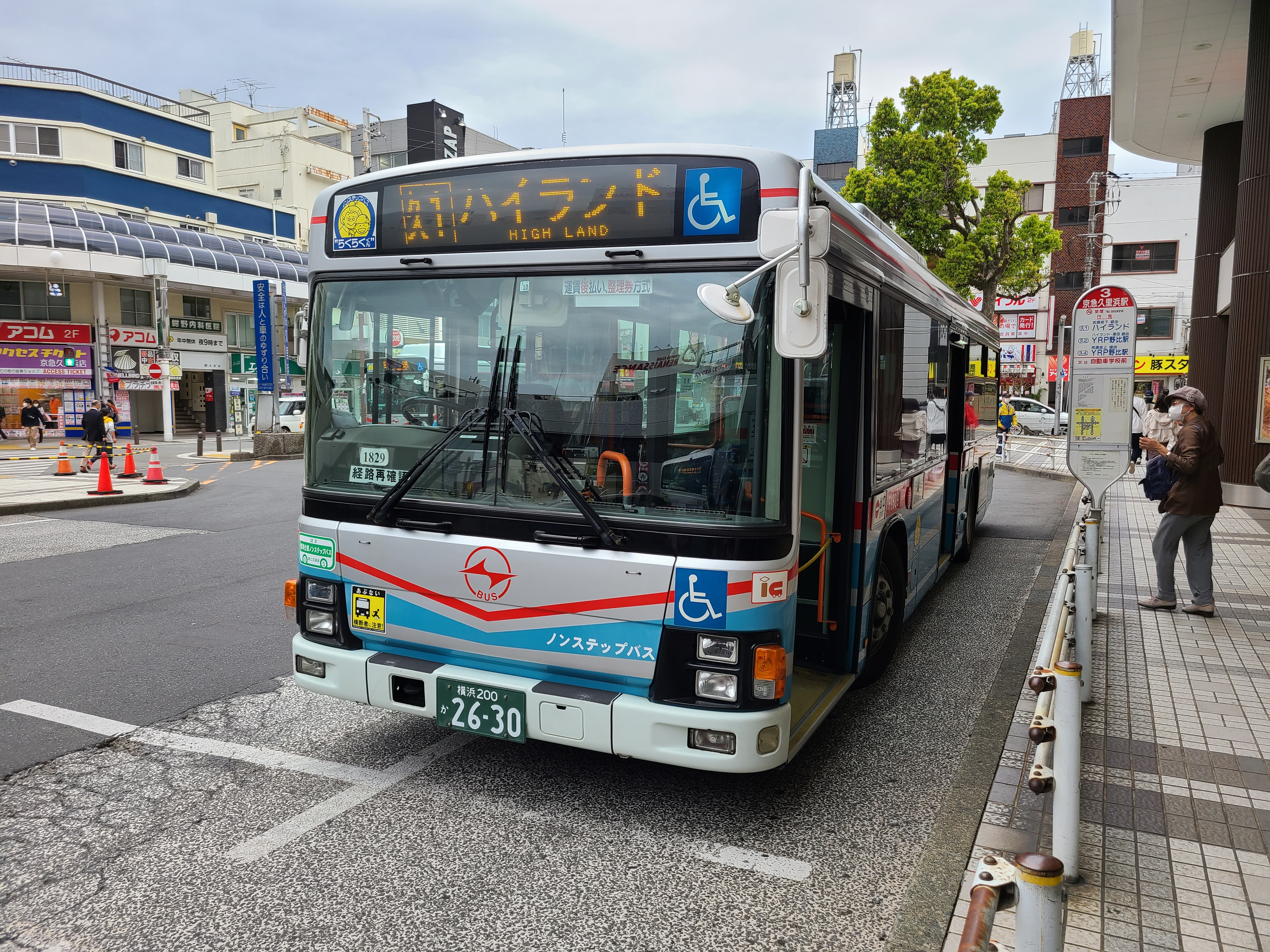
いすゞエルガ(京急久里浜駅：PKG-LV234L2)
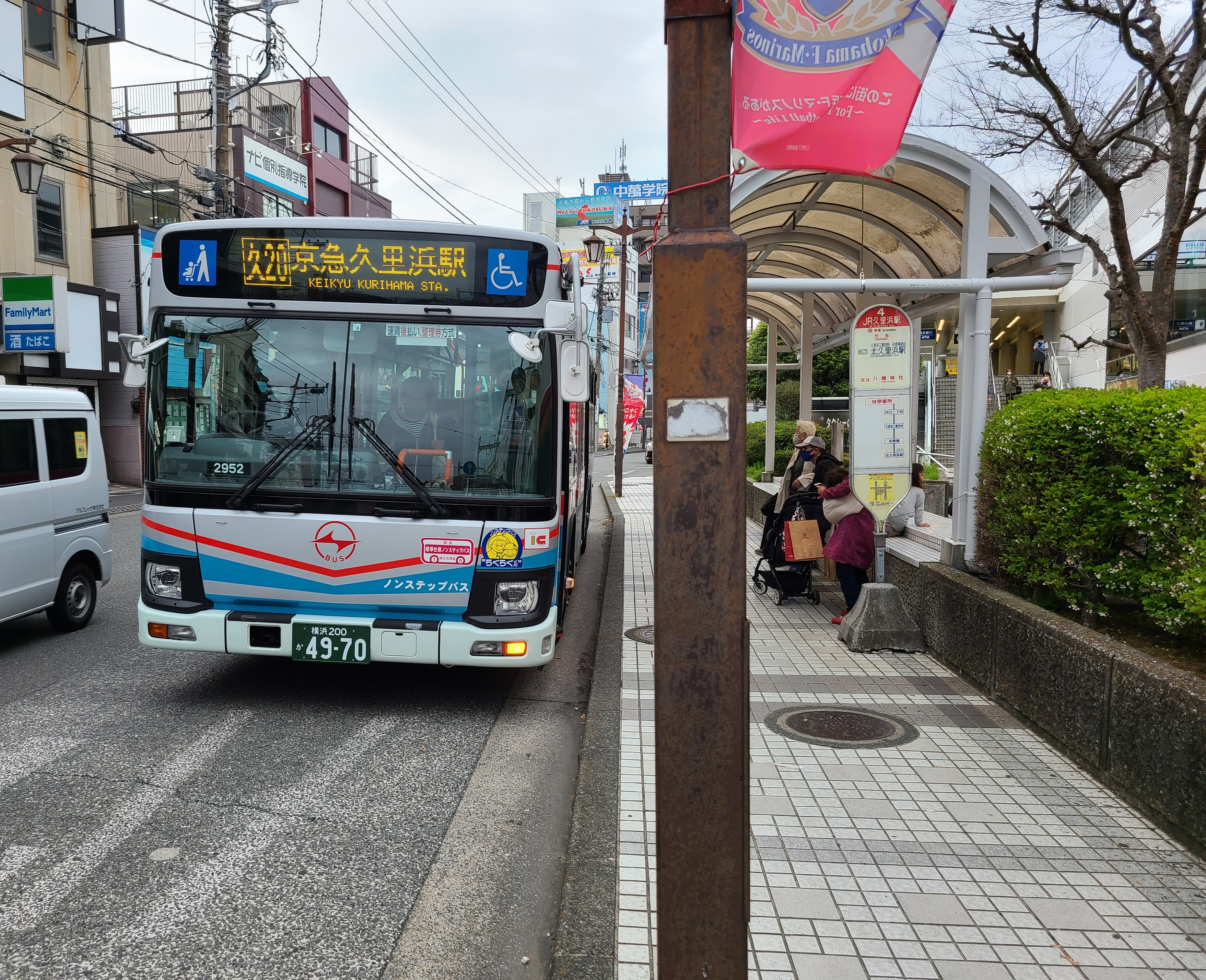
2代目いすゞエルガ(京急久里浜駅：2KG-LV290N3)
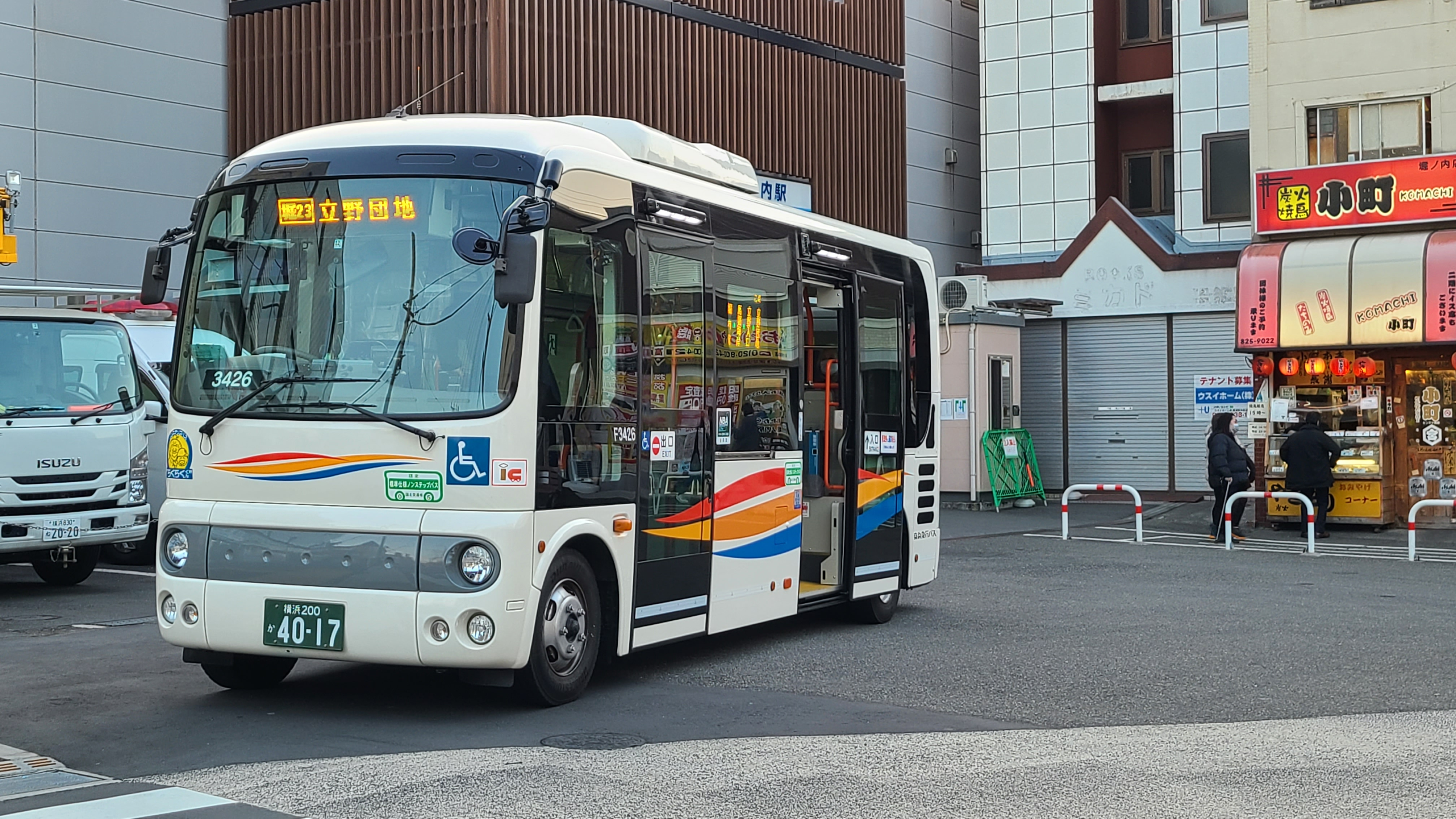
日野ポンチョ(堀内駅：SDG-HX9JLBE)
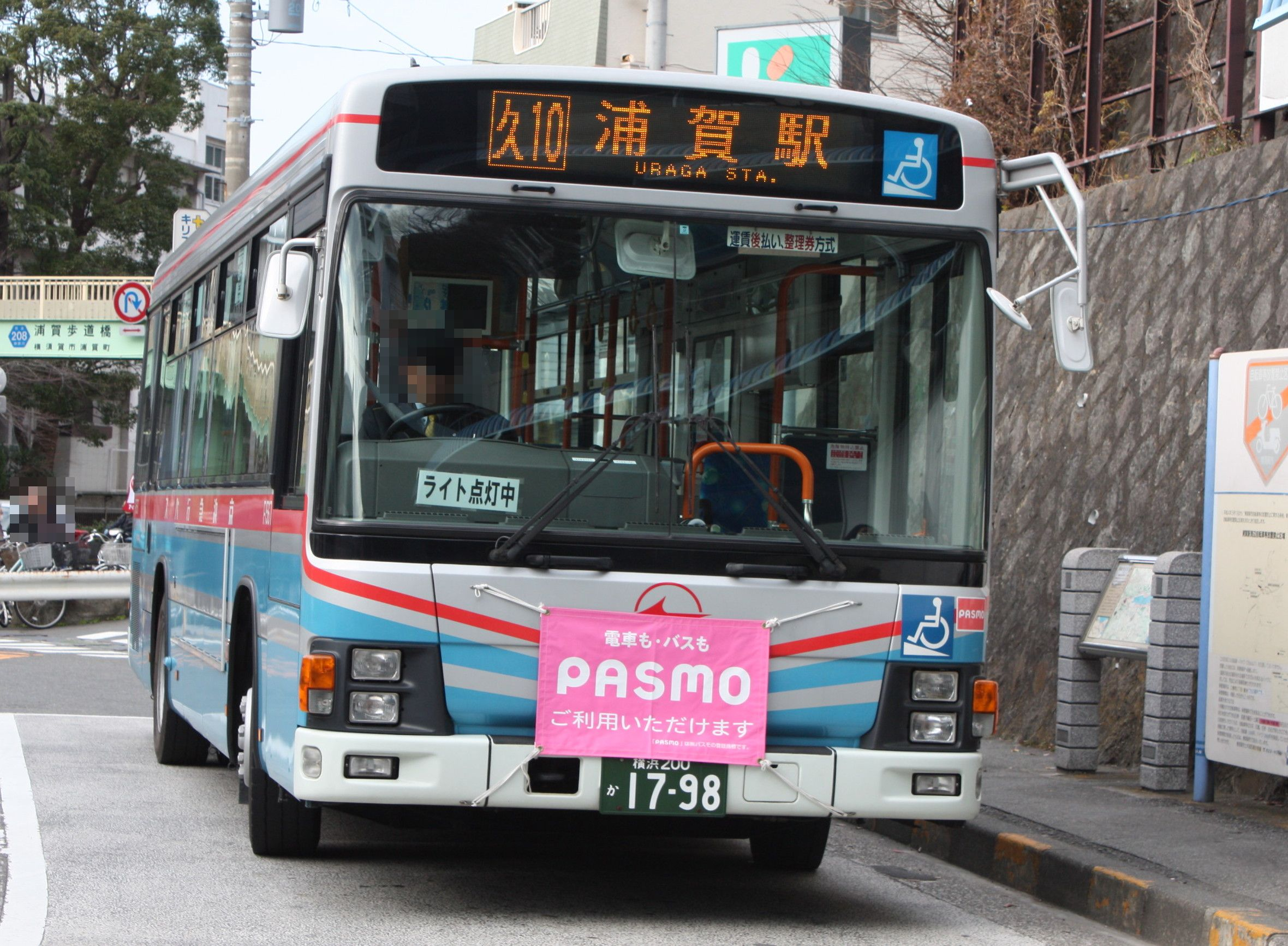
いすゞエルガ(F1567/浦賀駅/除籍済：PJ-LV234L1)
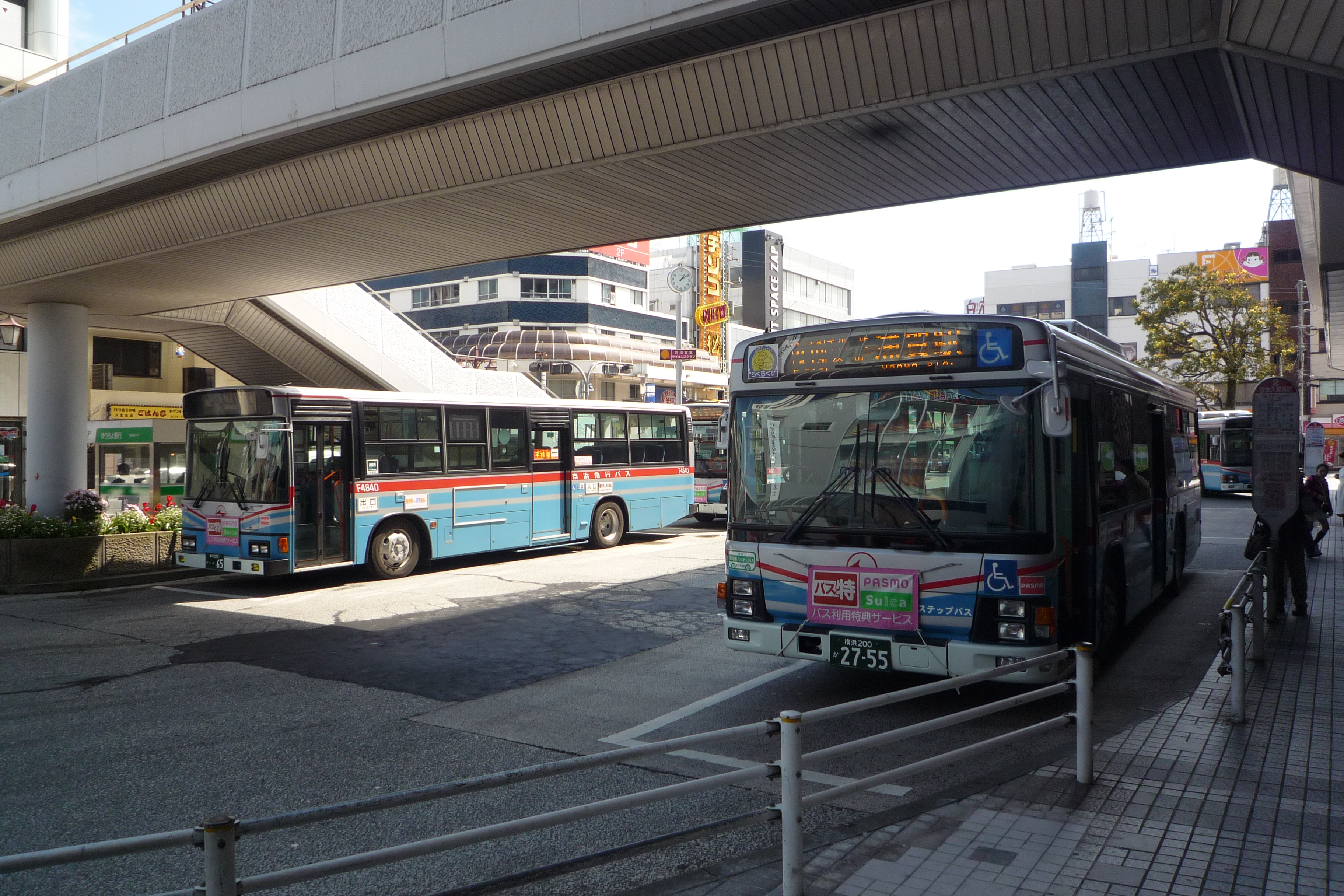
日野車といすゞ車(京急久里浜駅東口/2010年)
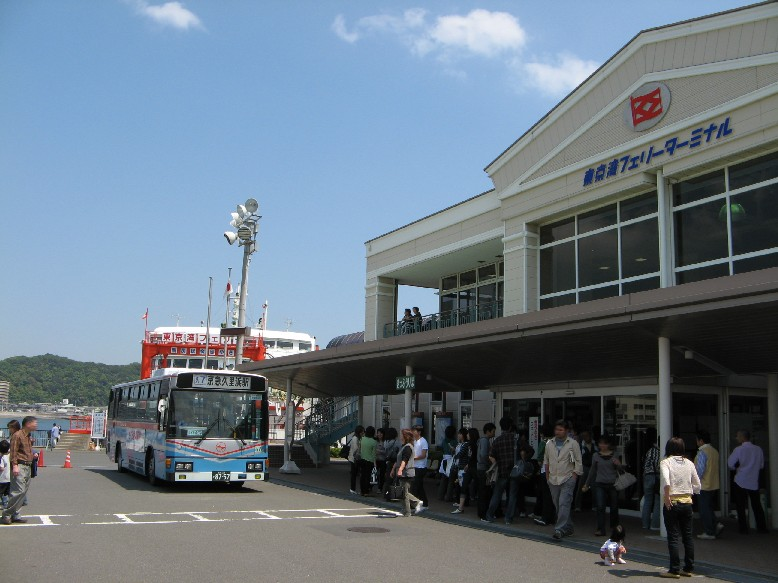
日野車(東京湾フェリー/2010年5月3日)